# 1848
Portal Geschichte | Portal Biografien | Aktuelle Ereignisse | Jahreskalender | Tagesartikel

◄ |
18. Jahrhundert |
19. Jahrhundert
| 20. Jahrhundert | ►

◄ |
1810er |
1820er |
1830er |
1840er
| 1850er | 1860er | 1870er | ►

◄◄ |
◄ |
1844 |
1845 |
1846 |
1847 |
1848
| 1849 | 1850 | 1851 | 1852 | ► | ►►
Staatsoberhäupter · Wahlen · Nekrolog   · Musikjahr
| Januar | Januar | Januar | Januar | Januar | Januar | Januar | Januar |
| Kw     | Mo     | Di     | Mi     | Do     | Fr     | Sa     | So     |
| ------ | ------ | ------ | ------ | ------ | ------ | ------ | ------ |
| 52     |        |        |        |        |        | 1      | 2      |
| 1      | 3      | 4      | 5      | 6      | 7      | 8      | 9      |
| 2      | 10     | 11     | 12     | 13     | 14     | 15     | 16     |
| 3      | 17     | 18     | 19     | 20     | 21     | 22     | 23     |
| 4      | 24     | 25     | 26     | 27     | 28     | 29     | 30     |
| 5      | 31     |        |        |        |        |        |        |

| Februar | Februar | Februar | Februar | Februar | Februar | Februar | Februar |
| Kw      | Mo      | Di      | Mi      | Do      | Fr      | Sa      | So      |
| ------- | ------- | ------- | ------- | ------- | ------- | ------- | ------- |
| 5       |         | 1       | 2       | 3       | 4       | 5       | 6       |
| 6       | 7       | 8       | 9       | 10      | 11      | 12      | 13      |
| 7       | 14      | 15      | 16      | 17      | 18      | 19      | 20      |
| 8       | 21      | 22      | 23      | 24      | 25      | 26      | 27      |
| 9       | 28      | 29      |         |         |         |         |         |

| März | März | März | März | März | März | März | März |
| Kw   | Mo   | Di   | Mi   | Do   | Fr   | Sa   | So   |
| ---- | ---- | ---- | ---- | ---- | ---- | ---- | ---- |
| 9    |      |      | 1    | 2    | 3    | 4    | 5    |
| 10   | 6    | 7    | 8    | 9    | 10   | 11   | 12   |
| 11   | 13   | 14   | 15   | 16   | 17   | 18   | 19   |
| 12   | 20   | 21   | 22   | 23   | 24   | 25   | 26   |
| 13   | 27   | 28   | 29   | 30   | 31   |      |      |

| April | April | April | April | April | April | April | April |
| Kw    | Mo    | Di    | Mi    | Do    | Fr    | Sa    | So    |
| ----- | ----- | ----- | ----- | ----- | ----- | ----- | ----- |
| 13    |       |       |       |       |       | 1     | 2     |
| 14    | 3     | 4     | 5     | 6     | 7     | 8     | 9     |
| 15    | 10    | 11    | 12    | 13    | 14    | 15    | 16    |
| 16    | 17    | 18    | 19    | 20    | 21    | 22    | 23    |
| 17    | 24    | 25    | 26    | 27    | 28    | 29    | 30    |

| Mai | Mai | Mai | Mai | Mai | Mai | Mai | Mai |
| Kw  | Mo  | Di  | Mi  | Do  | Fr  | Sa  | So  |
| --- | --- | --- | --- | --- | --- | --- | --- |
| 18  | 1   | 2   | 3   | 4   | 5   | 6   | 7   |
| 19  | 8   | 9   | 10  | 11  | 12  | 13  | 14  |
| 20  | 15  | 16  | 17  | 18  | 19  | 20  | 21  |
| 21  | 22  | 23  | 24  | 25  | 26  | 27  | 28  |
| 22  | 29  | 30  | 31  |     |     |     |     |

| Juni | Juni | Juni | Juni | Juni | Juni | Juni | Juni |
| Kw   | Mo   | Di   | Mi   | Do   | Fr   | Sa   | So   |
| ---- | ---- | ---- | ---- | ---- | ---- | ---- | ---- |
| 22   |      |      |      | 1    | 2    | 3    | 4    |
| 23   | 5    | 6    | 7    | 8    | 9    | 10   | 11   |
| 24   | 12   | 13   | 14   | 15   | 16   | 17   | 18   |
| 25   | 19   | 20   | 21   | 22   | 23   | 24   | 25   |
| 26   | 26   | 27   | 28   | 29   | 30   |      |      |

| Juli | Juli | Juli | Juli | Juli | Juli | Juli | Juli |
| Kw   | Mo   | Di   | Mi   | Do   | Fr   | Sa   | So   |
| ---- | ---- | ---- | ---- | ---- | ---- | ---- | ---- |
| 26   |      |      |      |      |      | 1    | 2    |
| 27   | 3    | 4    | 5    | 6    | 7    | 8    | 9    |
| 28   | 10   | 11   | 12   | 13   | 14   | 15   | 16   |
| 29   | 17   | 18   | 19   | 20   | 21   | 22   | 23   |
| 30   | 24   | 25   | 26   | 27   | 28   | 29   | 30   |
| 31   | 31   |      |      |      |      |      |      |

| August | August | August | August | August | August | August | August |
| Kw     | Mo     | Di     | Mi     | Do     | Fr     | Sa     | So     |
| ------ | ------ | ------ | ------ | ------ | ------ | ------ | ------ |
| 31     |        | 1      | 2      | 3      | 4      | 5      | 6      |
| 32     | 7      | 8      | 9      | 10     | 11     | 12     | 13     |
| 33     | 14     | 15     | 16     | 17     | 18     | 19     | 20     |
| 34     | 21     | 22     | 23     | 24     | 25     | 26     | 27     |
| 35     | 28     | 29     | 30     | 31     |        |        |        |

| September | September | September | September | September | September | September | September |
| Kw        | Mo        | Di        | Mi        | Do        | Fr        | Sa        | So        |
| --------- | --------- | --------- | --------- | --------- | --------- | --------- | --------- |
| 35        |           |           |           |           | 1         | 2         | 3         |
| 36        | 4         | 5         | 6         | 7         | 8         | 9         | 10        |
| 37        | 11        | 12        | 13        | 14        | 15        | 16        | 17        |
| 38        | 18        | 19        | 20        | 21        | 22        | 23        | 24        |
| 39        | 25        | 26        | 27        | 28        | 29        | 30        |           |

| Oktober | Oktober | Oktober | Oktober | Oktober | Oktober | Oktober | Oktober |
| Kw      | Mo      | Di      | Mi      | Do      | Fr      | Sa      | So      |
| ------- | ------- | ------- | ------- | ------- | ------- | ------- | ------- |
| 39      |         |         |         |         |         |         | 1       |
| 40      | 2       | 3       | 4       | 5       | 6       | 7       | 8       |
| 41      | 9       | 10      | 11      | 12      | 13      | 14      | 15      |
| 42      | 16      | 17      | 18      | 19      | 20      | 21      | 22      |
| 43      | 23      | 24      | 25      | 26      | 27      | 28      | 29      |
| 44      | 30      | 31      |         |         |         |         |         |

| November | November | November | November | November | November | November | November |
| Kw       | Mo       | Di       | Mi       | Do       | Fr       | Sa       | So       |
| -------- | -------- | -------- | -------- | -------- | -------- | -------- | -------- |
| 44       |          |          | 1        | 2        | 3        | 4        | 5        |
| 45       | 6        | 7        | 8        | 9        | 10       | 11       | 12       |
| 46       | 13       | 14       | 15       | 16       | 17       | 18       | 19       |
| 47       | 20       | 21       | 22       | 23       | 24       | 25       | 26       |
| 48       | 27       | 28       | 29       | 30       |          |          |          |

| Dezember | Dezember | Dezember | Dezember | Dezember | Dezember | Dezember | Dezember |
| Kw       | Mo       | Di       | Mi       | Do       | Fr       | Sa       | So       |
| -------- | -------- | -------- | -------- | -------- | -------- | -------- | -------- |
| 48       |          |          |          |          | 1        | 2        | 3        |
| 49       | 4        | 5        | 6        | 7        | 8        | 9        | 10       |
| 50       | 11       | 12       | 13       | 14       | 15       | 16       | 17       |
| 51       | 18       | 19       | 20       | 21       | 22       | 23       | 24       |
| 52       | 25       | 26       | 27       | 28       | 29       | 30       | 31       |

| Januar | Januar | Januar | Januar | Januar | Januar | Januar | Januar |
| Kw     | Mo     | Di     | Mi     | Do     | Fr     | Sa     | So     |
| ------ | ------ | ------ | ------ | ------ | ------ | ------ | ------ |
| 52     |        |        |        |        |        | 1      | 2      |
| 1      | 3      | 4      | 5      | 6      | 7      | 8      | 9      |
| 2      | 10     | 11     | 12     | 13     | 14     | 15     | 16     |
| 3      | 17     | 18     | 19     | 20     | 21     | 22     | 23     |
| 4      | 24     | 25     | 26     | 27     | 28     | 29     | 30     |
| 5      | 31     |        |        |        |        |        |        |

| Februar | Februar | Februar | Februar | Februar | Februar | Februar | Februar |
| Kw      | Mo      | Di      | Mi      | Do      | Fr      | Sa      | So      |
| ------- | ------- | ------- | ------- | ------- | ------- | ------- | ------- |
| 5       |         | 1       | 2       | 3       | 4       | 5       | 6       |
| 6       | 7       | 8       | 9       | 10      | 11      | 12      | 13      |
| 7       | 14      | 15      | 16      | 17      | 18      | 19      | 20      |
| 8       | 21      | 22      | 23      | 24      | 25      | 26      | 27      |
| 9       | 28      | 29      |         |         |         |         |         |

| März | März | März | März | März | März | März | März |
| Kw   | Mo   | Di   | Mi   | Do   | Fr   | Sa   | So   |
| ---- | ---- | ---- | ---- | ---- | ---- | ---- | ---- |
| 9    |      |      | 1    | 2    | 3    | 4    | 5    |
| 10   | 6    | 7    | 8    | 9    | 10   | 11   | 12   |
| 11   | 13   | 14   | 15   | 16   | 17   | 18   | 19   |
| 12   | 20   | 21   | 22   | 23   | 24   | 25   | 26   |
| 13   | 27   | 28   | 29   | 30   | 31   |      |      |

| April | April | April | April | April | April | April | April |
| Kw    | Mo    | Di    | Mi    | Do    | Fr    | Sa    | So    |
| ----- | ----- | ----- | ----- | ----- | ----- | ----- | ----- |
| 13    |       |       |       |       |       | 1     | 2     |
| 14    | 3     | 4     | 5     | 6     | 7     | 8     | 9     |
| 15    | 10    | 11    | 12    | 13    | 14    | 15    | 16    |
| 16    | 17    | 18    | 19    | 20    | 21    | 22    | 23    |
| 17    | 24    | 25    | 26    | 27    | 28    | 29    | 30    |

| Mai | Mai | Mai | Mai | Mai | Mai | Mai | Mai |
| Kw  | Mo  | Di  | Mi  | Do  | Fr  | Sa  | So  |
| --- | --- | --- | --- | --- | --- | --- | --- |
| 18  | 1   | 2   | 3   | 4   | 5   | 6   | 7   |
| 19  | 8   | 9   | 10  | 11  | 12  | 13  | 14  |
| 20  | 15  | 16  | 17  | 18  | 19  | 20  | 21  |
| 21  | 22  | 23  | 24  | 25  | 26  | 27  | 28  |
| 22  | 29  | 30  | 31  |     |     |     |     |

| Juni | Juni | Juni | Juni | Juni | Juni | Juni | Juni |
| Kw   | Mo   | Di   | Mi   | Do   | Fr   | Sa   | So   |
| ---- | ---- | ---- | ---- | ---- | ---- | ---- | ---- |
| 22   |      |      |      | 1    | 2    | 3    | 4    |
| 23   | 5    | 6    | 7    | 8    | 9    | 10   | 11   |
| 24   | 12   | 13   | 14   | 15   | 16   | 17   | 18   |
| 25   | 19   | 20   | 21   | 22   | 23   | 24   | 25   |
| 26   | 26   | 27   | 28   | 29   | 30   |      |      |

| Juli | Juli | Juli | Juli | Juli | Juli | Juli | Juli |
| Kw   | Mo   | Di   | Mi   | Do   | Fr   | Sa   | So   |
| ---- | ---- | ---- | ---- | ---- | ---- | ---- | ---- |
| 26   |      |      |      |      |      | 1    | 2    |
| 27   | 3    | 4    | 5    | 6    | 7    | 8    | 9    |
| 28   | 10   | 11   | 12   | 13   | 14   | 15   | 16   |
| 29   | 17   | 18   | 19   | 20   | 21   | 22   | 23   |
| 30   | 24   | 25   | 26   | 27   | 28   | 29   | 30   |
| 31   | 31   |      |      |      |      |      |      |

| August | August | August | August | August | August | August | August |
| Kw     | Mo     | Di     | Mi     | Do     | Fr     | Sa     | So     |
| ------ | ------ | ------ | ------ | ------ | ------ | ------ | ------ |
| 31     |        | 1      | 2      | 3      | 4      | 5      | 6      |
| 32     | 7      | 8      | 9      | 10     | 11     | 12     | 13     |
| 33     | 14     | 15     | 16     | 17     | 18     | 19     | 20     |
| 34     | 21     | 22     | 23     | 24     | 25     | 26     | 27     |
| 35     | 28     | 29     | 30     | 31     |        |        |        |

| September | September | September | September | September | September | September | September |
| Kw        | Mo        | Di        | Mi        | Do        | Fr        | Sa        | So        |
| --------- | --------- | --------- | --------- | --------- | --------- | --------- | --------- |
| 35        |           |           |           |           | 1         | 2         | 3         |
| 36        | 4         | 5         | 6         | 7         | 8         | 9         | 10        |
| 37        | 11        | 12        | 13        | 14        | 15        | 16        | 17        |
| 38        | 18        | 19        | 20        | 21        | 22        | 23        | 24        |
| 39        | 25        | 26        | 27        | 28        | 29        | 30        |           |

| Oktober | Oktober | Oktober | Oktober | Oktober | Oktober | Oktober | Oktober |
| Kw      | Mo      | Di      | Mi      | Do      | Fr      | Sa      | So      |
| ------- | ------- | ------- | ------- | ------- | ------- | ------- | ------- |
| 39      |         |         |         |         |         |         | 1       |
| 40      | 2       | 3       | 4       | 5       | 6       | 7       | 8       |
| 41      | 9       | 10      | 11      | 12      | 13      | 14      | 15      |
| 42      | 16      | 17      | 18      | 19      | 20      | 21      | 22      |
| 43      | 23      | 24      | 25      | 26      | 27      | 28      | 29      |
| 44      | 30      | 31      |         |         |         |         |         |

| November | November | November | November | November | November | November | November |
| Kw       | Mo       | Di       | Mi       | Do       | Fr       | Sa       | So       |
| -------- | -------- | -------- | -------- | -------- | -------- | -------- | -------- |
| 44       |          |          | 1        | 2        | 3        | 4        | 5        |
| 45       | 6        | 7        | 8        | 9        | 10       | 11       | 12       |
| 46       | 13       | 14       | 15       | 16       | 17       | 18       | 19       |
| 47       | 20       | 21       | 22       | 23       | 24       | 25       | 26       |
| 48       | 27       | 28       | 29       | 30       |          |          |          |

| Dezember | Dezember | Dezember | Dezember | Dezember | Dezember | Dezember | Dezember |
| Kw       | Mo       | Di       | Mi       | Do       | Fr       | Sa       | So       |
| -------- | -------- | -------- | -------- | -------- | -------- | -------- | -------- |
| 48       |          |          |          |          | 1        | 2        | 3        |
| 49       | 4        | 5        | 6        | 7        | 8        | 9        | 10       |
| 50       | 11       | 12       | 13       | 14       | 15       | 16       | 17       |
| 51       | 18       | 19       | 20       | 21       | 22       | 23       | 24       |
| 52       | 25       | 26       | 27       | 28       | 29       | 30       | 31       |

1848 ist europaweit ein Jahr der bürgerlich-revolutionären Erhebungen gegen die zu dieser Zeit herrschenden Mächte der Restauration und deren politische und soziale Strukturen. Angefacht von der französischen Februarrevolution, greift die revolutionäre Stimmung auf die Staaten des Deutschen Bundes, das Reich der Habsburger, Italien und sogar Brasilien über.
Gleichzeitig gewinnen die USA durch den Sieg im Mexikanisch-Amerikanischen Krieg und den Vertrag von Guadalupe Hidalgo die Gebiete zwischen Texas und Kalifornien, und der Kalifornische Goldrausch bricht aus.

## Revolutionen
Die Welle der revolutionären Unruhen wurde zunächst – nach ersten Aufständen in Sizilien gegen die Herrschaft der spanischen Bourbonen und in der Lombardei gegen die des österreichischen Habsburgerreichs (Januar 1848) – wesentlich mit der französischen Februarrevolution von 1848 und der Ausrufung der Zweiten Französischen Republik als „Initialzündung“ ausgelöst. In einzelnen Regionen eskalierte das Geschehen bis hin zu zwischenstaatlichen Kriegen (in Norditalien im ersten italienischen Unabhängigkeitskrieg und in Holstein/Schleswig/Dänemark im ersten Schleswig-Holsteinischen Krieg), oder nahm bürgerkriegsähnliche Ausmaße an (z. B. Wien: Oktober 1848, während der Reichsverfassungskampagne in Baden: Mai bis Juli 1849, Sachsen: Mai 1849 oder der Pfalz: Mai/Juni 1849, sowie in Ungarn: 1848/1849). Die Erhebungen waren in den jeweiligen Staaten und Regionen von unterschiedlicher Intensität und Dauer. Spätestens im Oktober 1849 endeten die letzten revolutionären Kämpfe mit der endgültigen Kapitulation der ungarischen Unabhängigkeitsbewegung dieser Zeit.
Neben Frankreich gelten insbesondere die Staaten des Deutschen Bundes (Märzrevolution, unter anderen Preußen, Baden, Holstein, Sachsen, Bayern, die Freie Stadt Frankfurt, Österreich und sein Kronland Böhmen), der Italienischen Halbinsel (u. a. Toskana, Lombardei und Venetien, Sardinien-Piemont, der Kirchenstaat, Neapel-Sizilien), das dreigeteilte Polen (dort hauptsächlich die unter preußischer Herrschaft stehende Provinz Posen), und das zum österreichisch-habsburgischen Reich gehörende, nach Unabhängigkeit strebende Ungarn als bedeutende Zentren der „Europäischen Revolutionen“ von 1848/1849. Im Osten Europas strahlten die Aufstände bis in die Donaufürstentümer, nach Siebenbürgen, Walachei und Moldau aus. Die Schweiz wiederum gründete nach dem Sonderbundskrieg von 1847 im Folgejahr bereits einen demokratischen Bundesstaat.

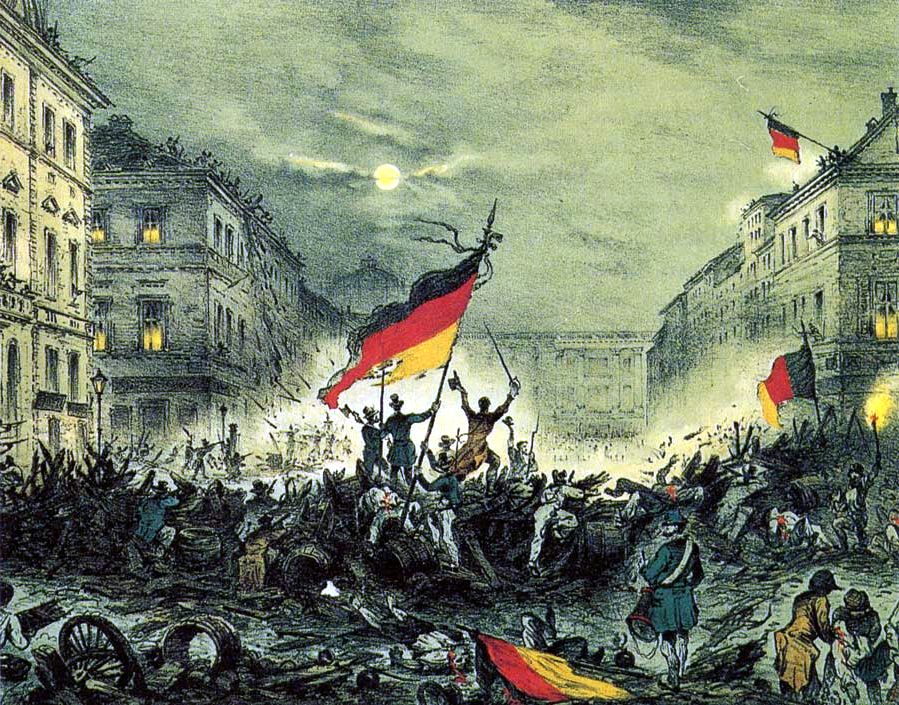
Märzrevolution in Berlin
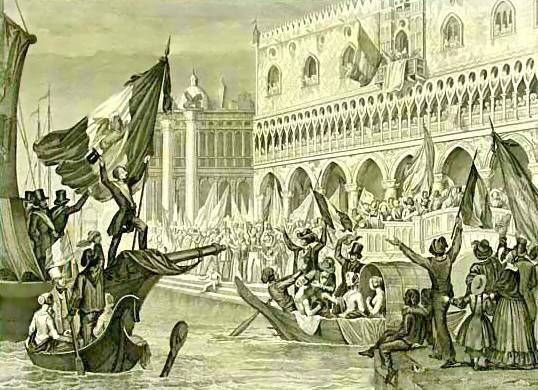
Ausrufung der Repubblica di San Marco in Venedig

## Ereignisse

### Politik und Weltgeschehen

#### Die Ereignisse in Europa

##### Februarrevolution in Frankreich

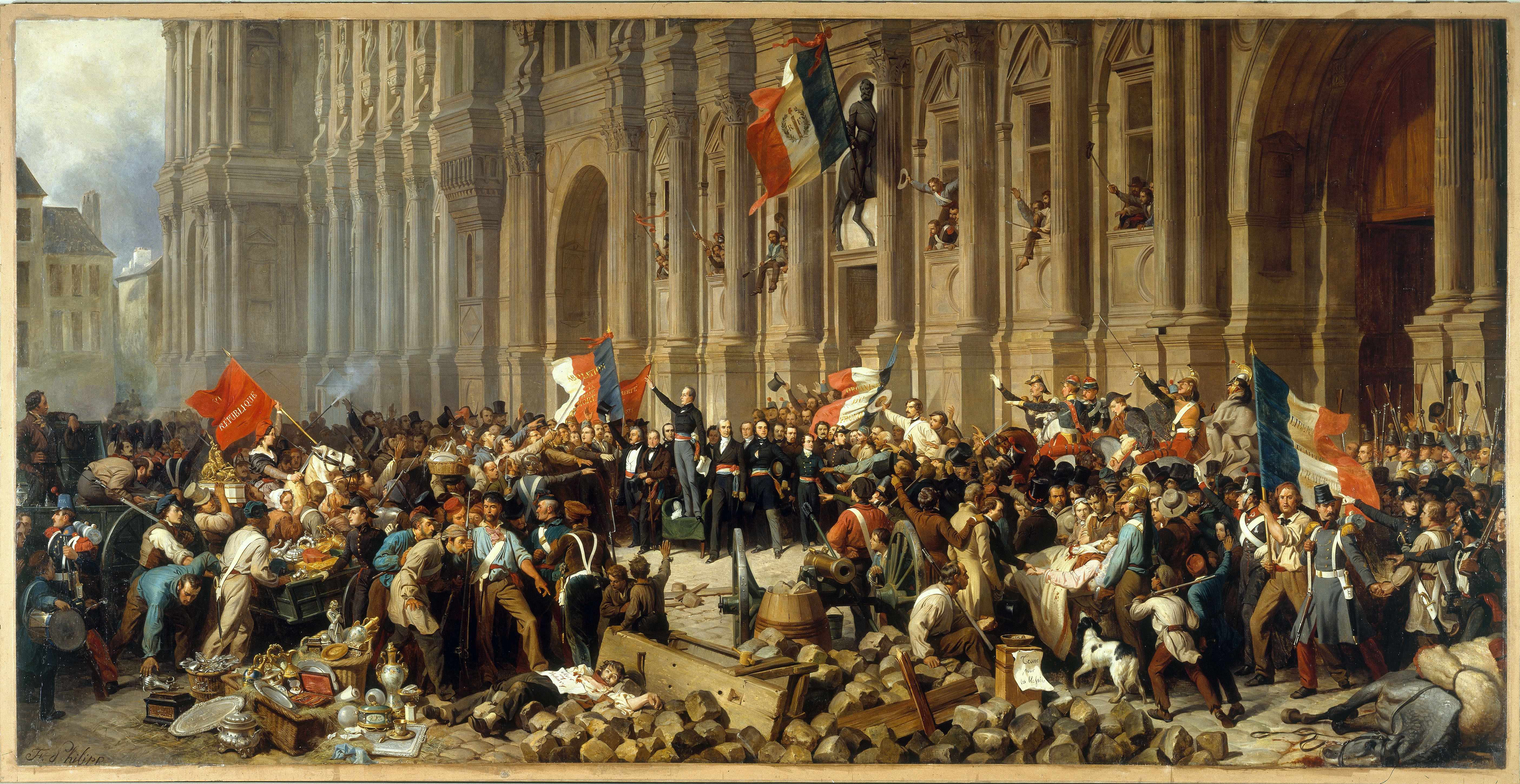
Alphonse de Lamartine (Bildmitte, mit erhobenem Arm) verwehrt Sozialrevolutionären mit der Roten Fahne das Eindringen ins Hôtel de Ville

- 21. Februar: Bürgerkönig Louis Philippe von Orléans verbietet ein Bankett zur Wahlrechtsreform in Paris. Öffentliche Proteste weiten sich zur Februarrevolution aus.
- 24. Februar: Absetzung des französischen Königs Louis-Philippe von Orléans in der Februarrevolution 1848. Die Zweite Französische Republik wird ausgerufen.
- 4. November: Nach der Februarrevolution verabschiedet die französische Nationalversammlung die Verfassung der Zweiten Republik, welche die Wahl eines Präsidenten vorsieht.
- 10. Dezember: Nach der Februarrevolution wird Louis Napoléon Bonaparte, der Neffe Kaiser Napoleons I., zum Staatspräsidenten Frankreichs gewählt.

##### Deutscher Bund
- 9. Februar: Wegen Handgreiflichkeiten zwischen der Bevölkerung und der studentischen Leibgarde seiner Konkubine Lola Montez verfügt der bayerische König Ludwig I. die sofortige Schließung der Universität München und fordert alle Studenten zum Verlassen der Stadt auf. Dies löst tags darauf starke Proteste in der Stadt aus.
- 21. Februar: Karl Marx und Friedrich Engels veröffentlichen das Kommunistische Manifest.
- 27. Februar: Der Funke der französischen Februarrevolution springt auf das Großherzogtum Baden über und löst die Badische Revolution aus: Auf der Mannheimer Volksversammlung wird eine Petition mit vier Forderungen an die Regierung beschlossen.
- 28. Februar: Eine Mainzer Volksversammlung erhebt freiheitliche Forderungen gegenüber der großherzoglich hessischen Regierung in Darmstadt. Heinrich von Gagern stellt einen Antrag auf „Einberufung einer Nationalrepräsentation“ und auf „Erneuerung des Bundesoberhaupts“.
- März: Märzrevolutionen in den meisten deutschen Staaten sowie anderen europäischen Ländern
- 5. März: Die Heidelberger Versammlung der 51 beschließt die Einsetzung eines Siebenerausschusses, der zum Vorparlament einlädt, eine wichtige Vorentscheidung für das Entstehen der Frankfurter Nationalversammlung.
- 9. März: Der Bundestag des Deutschen Bundes macht Schwarz-Rot-Gold zu den deutschen Bundesfarben.

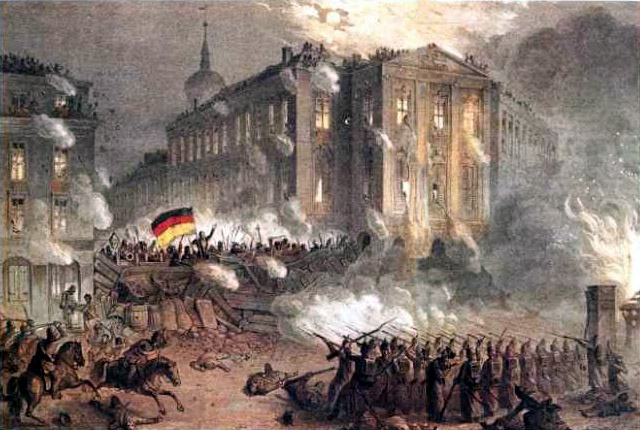
Barrikadenkampf am Alexanderplatz vor dem Haus mit den 99 Schafsköpfen

- 18. März: Ausbruch der Revolution in Berlin. Angriff der Kavallerie auf das Volk vor dem Berliner Schloss
- 19. März: Es beginnt der Barrikadenbau an der Neuen Königsstraße in Berlin.
- 19. März: Straßenschlachten in Berlin fordern 187 Tote.
- 20. März: König Ludwig I. von Bayern dankt zugunsten seines Sohnes Maximilian II. Joseph ab.
- 21. März: König Friedrich Wilhelm IV. reitet hinter einer schwarz-rot-goldenen Fahne durch Berlin.
- 22. März: Die Aufbahrung der Särge gefallener Berliner erfolgt auf den Stufen des Domes.
- 30. März: Einzug des Vorparlaments in die Frankfurter Paulskirche
- 2. April: Die Karlsbader Beschlüsse von 1819 gegen liberale Bestrebungen werden vom Deutschen Bundestag aufgehoben.
- 12. April: Friedrich Hecker und Gustav Struve rufen in Baden die Republik aus
- 13. April: Der Heckerzug beginnt. Badische Revolutionäre machen sich auf den Weg von Konstanz in die Hauptstadt Karlsruhe.
- 20. April: Gefecht auf der Scheideck. Friedrich von Gagern wird getötet, der Heckerzug zersprengt
- 27. April: Die Badische Revolution im Rahmen der Märzrevolution scheitert: Im Gefecht bei Dossenbach unterliegt die Deutsche Demokratische Legion unter Führung des revolutionären Dichters Georg Herwegh konterrevolutionären Truppen aus Württemberg.
- 18. Mai: Das erste gesamtdeutsche Parlament, die Frankfurter Nationalversammlung, wird in der Paulskirche eröffnet.
- 4. Juni: Gründung der ersten deutschen Reichsmarine
- 12. Juni: Beim zweiten Wartburgfest fordern Studenten, an die Frankfurter Nationalversammlung gerichtet, die Überführung der Universitäten in Nationaleigentum, akademische Selbstverwaltung und gesamtstaatliche Finanzierung.
- 14. Juni: Während der Deutschen Revolution kommt es zum Sturm auf das Berliner Zeughaus, wo sich die Menge mit Waffen versorgt.
- 14. Juni: Die deutsche Nationalversammlung beschließt in der Schleswig-Holsteinischen Erhebung die Aufstellung einer Reichsflotte als erste gesamtdeutsche Marine
- 28. Juni: Die Frankfurter Nationalversammlung erklärt den Bundestag (Deutscher Bund) für aufgelöst.
- 11. Juli: Einzug des Reichsverwesers Erzherzog Johann in Frankfurt
- 2. September: Manifest des deutschen Arbeiterkongresses
- 18. September: Septemberunruhen in Frankfurt am Main: Die Abgeordneten der Nationalversammlung Hans von Auerswald und Felix Fürst Lichnowsky werden ermordet, bei Barrikadenkämpfen fallen 30 Aufständische und 12 Soldaten.
- 16. Oktober: Die Berliner Bürgerwehr schießt auf aufständische Arbeiter.
- 10. November: Mit dem Einmarsch preußischer Truppen unter Generalfeldmarschall Friedrich von Wrangel beginnt das Ende der Revolution in Berlin.
- 12. November: Die Frankfurter Nationalversammlung verabschiedet das Gesetz betreffend einer deutschen Kriegs- und Handelsflagge, das erstmals die Farben Schwarz-Rot-Gold als nationales Symbol vorschreibt.
- 15. November: In Preußen löst das von König Friedrich Wilhelm IV. beorderte Militär Beratungen der preußischen Nationalversammlung auf, die sich gegen die angeordnete Sitzverlegung vom revolutionären Berlin in die Stadt Brandenburg sträubt. Der König lehnt zudem – wie auch verschiedene konservative Abgeordnete – den Verfassungsentwurf, die Charte Waldeck, ab.
- 5. Dezember: Die ihm widerspenstige Preußische Nationalversammlung wird von König Friedrich Wilhelm IV. durch Verordnung aufgelöst. Am selben Tag erlässt der Regent die Preußen nach seinen Vorstellungen oktroyierte Verfassung.
- 28. Dezember: Verkündung der Grundrechte des deutschen Volkes im Reichs-Gesetz-Blatt
- In Berlin wird die Assoziation der Zigarrenarbeiter Deutschlands gegründet.

##### Kaisertum Österreich
- 13. März: Mit dem Sturm auf das Ständehaus in Wien bricht die Revolution in Österreich gegen die autoritäre Herrschaft im Vormärz aus. Staatskanzler Klemens Wenzel Lothar von Metternich tritt zurück und flieht nach London.
- 13. März: Der Ausschuss des Hl. Wenzel des Jahres 1848 wird in Böhmen ins Leben gerufen, der kurz darauf in Nationalausschuss umbenannt wird.
- 15. März: Im Zuge der Märzrevolution verspricht Kaiser Ferdinand I. den Österreichern den Erlass einer Verfassung.
- 15. März: Anfang des ungarischen Aufstandes und Freiheitskampfes gegen die österreichische Herrschaft.
- 18. März: Beginn des Fünf-Tage-Aufstandes in Mailand gegen die Habsburgerherrschaft.

Flagge der Repubblica di San Marco

- 22. März: Im Rahmen der Märzrevolutionen in Mitteleuropa besetzt Daniele Manin mit mehreren Begleitern das Arsenal in Venedig, eine wichtige Absicherungsmaßnahme für die Ausrufung der Repubblica di San Marco am Folgetag.
- 2. Juni: In Prag beginnt unter dem Vorsitz des Historikers František Palacký ein Slawenkongress. Die Versammlung berät bis zum Ausbruch des Prager Pfingstaufstands über den Wunsch einer föderativen Umwandlung der Donaumonarchie.
- 7. September: Die sogenannte Erbuntertänigkeit, einer Leibeigenschaft ähnelnd, wird im Kaisertum Österreich durch ein Patent Ferdinands I. aufgehoben.
- 6. Oktober: Der Wiener Oktoberaufstand 1848 bricht los, als Truppenteile meutern.

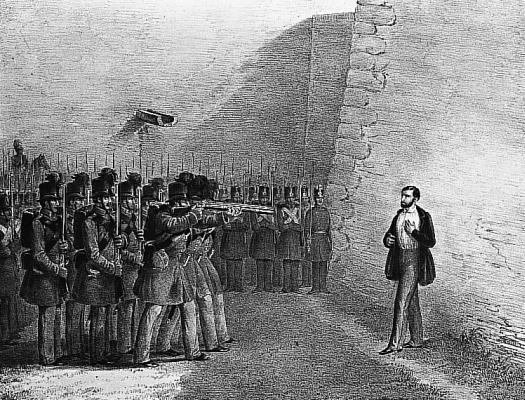
Die Erschießung des Cäsar Wenzel Messenhauser

- 23. Oktober: Das in der Zeit der Deutschen Revolution vom Oktoberaufstand erfasste Wien wird von konterrevolutionären Truppen unter dem Befehl von Joseph Jelačić von Bužim und Alfred I. zu Windisch-Graetz eingeschlossen. Der Oktoberaufstand endet am 31. Oktober mit dem Einmarsch der kaiserlichen Truppen in Wien. Wenzel Messenhauser, der bedeutendste Anführer der Aufständischen, und die Journalisten Alfred Julius Becher und Hermann Jellinek werden in den darauf folgenden Tagen hingerichtet. Auch der Abgeordnete der Frankfurter Nationalversammlung Robert Blum wird am 9. November hingerichtet.
- 2. Dezember: Franz Joseph I. wird Kaiser von Österreich.
- 15. Dezember: Der ungarische Reichstag erklärt die Abdankung Kaiser Ferdinands I. für ungültig und protestiert gegen die Thronbesteigung Kaiser Franz Joseph I. Die Regierung Lajos Kossuths erhält Rückendeckung.
- Rumänische Revolution von 1848

##### Italien
- 12. Januar: In Palermo beginnt nach mehrwöchigen Unruhen ein Aufstand gegen die Bourbonenherrschaft im Königreich beider Sizilien.
- 30. Mai: In der Schlacht von Goito setzt sich das Heer Sardinien-Piemont unter König Karl Albert gegen die österreichischen Truppen unter dem Befehl von Feldmarschall Radetzky im Rahmen der Italienischen Unabhängigkeitskriege durch.
- 24. November: Revolutionäre republikanische Umtriebe in Rom führen dazu, dass Papst Pius IX. die Stadt verlässt. Er flieht nach Gaeta.

##### Schweiz

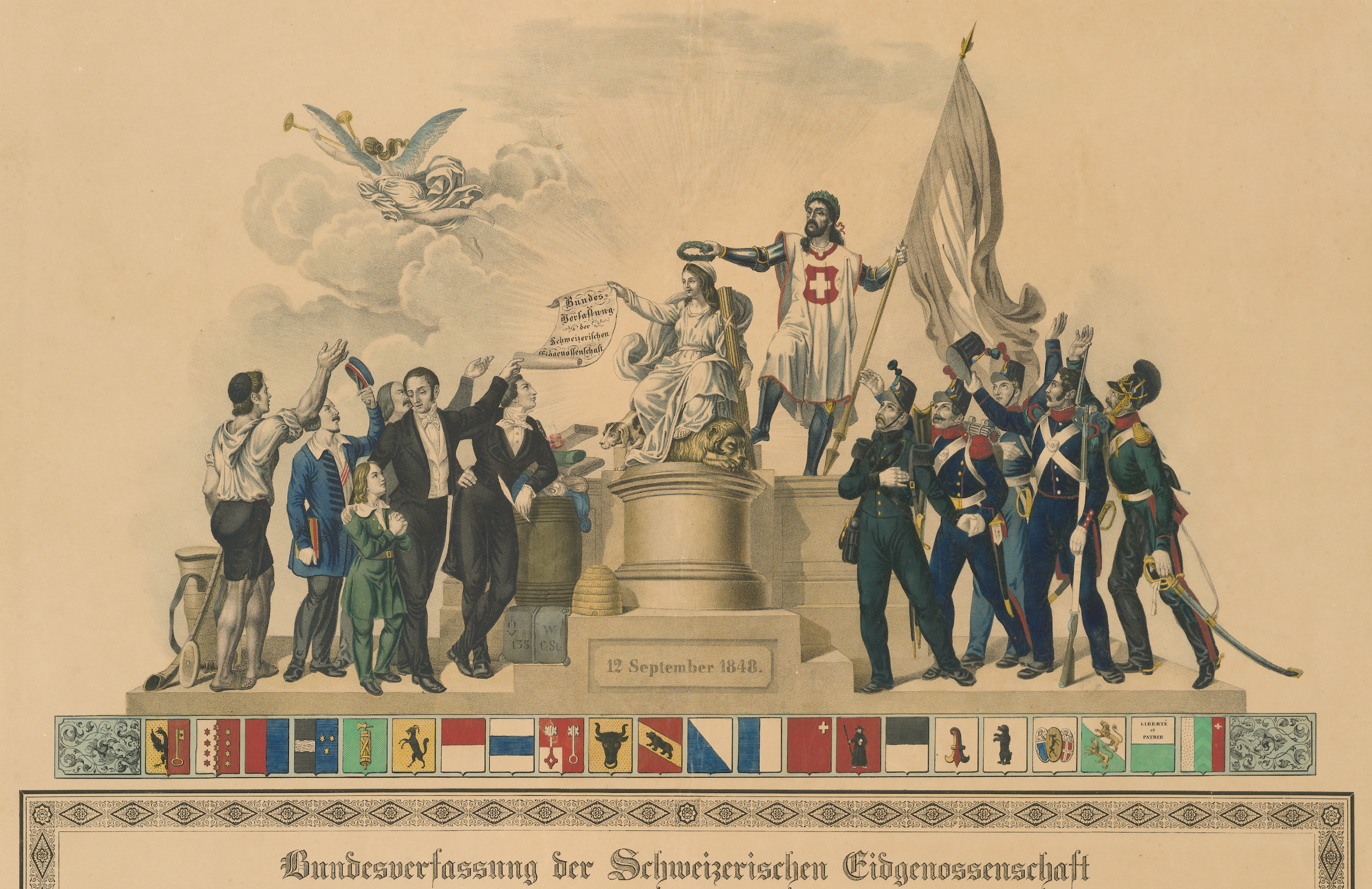
Erinnerungsblatt an das Inkrafttreten der ersten Bundesverfassung am 12. September 1848

- 12. September: Die Geschichte der Schweizer Tagsatzung endet nach über 500 Jahren. Die erste Bundesverfassung tritt in Kraft. Die Schweiz konstituiert sich als parlamentarischer Bundesstaat an Stelle des bisherigen Staatenbundes.

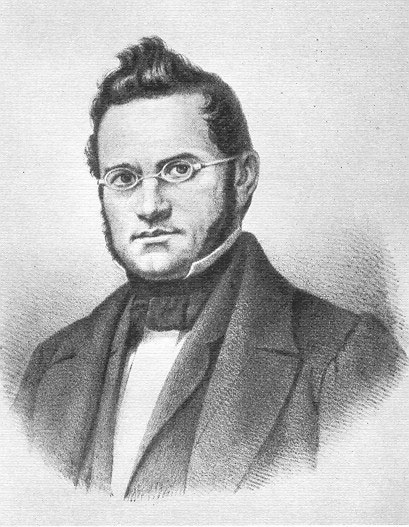
Jonas Furrer

- 16. November: Erste Bundesratswahlen in der Schweiz: Jonas Furrer, Vertreter der radikal-liberalen Fraktion, wird von der Bundesversammlung zum ersten Bundespräsidenten gewählt, erbittet sich allerdings Bedenkzeit. Erst nach der Klärung der Hauptstadtfrage nimmt er die Wahl an.
- 27. November: In der Schweiz wird Bern zum Bundessitz erhoben, jedoch nicht als Hauptstadt, sondern als Bundesstadt bezeichnet.

##### Dänemark
- 20. Januar: Nach dem Tod seines Vaters Christian VIII. wird Friedrich VII. neuer König von Dänemark. Als König folgt er bald dem Wunsch der Liberalen, eine Gesamtstaatsverfassung für die ganze Monarchie mit Einschluss der Herzogtümer Schleswig und Holstein ausarbeiten zu lassen.
- 24. März: Die Überrumpelung der Garnison in Rendsburg durch Soldaten und Studenten aus Kiel bildet den Auftakt der Schleswig-Holsteinischen Erhebung.

#### Amerika
- 24. Januar: James W. Marshall entdeckt bei Sutter’s Mill in Kalifornien, dem Bauplatz für ein Sägewerk auf der Ranch Neu-Helvetien des Schweizers Johann August Sutter, das erste Goldnugget. Da die Arbeiter der Ranch trotz der entsprechenden Anweisung Sutters den Fund ausplaudern, drängen schon bald die ersten Menschen aus Kalifornien zu den Goldfeldern. Die Presse in San Francisco berichtet im März und der New York Herald am 19. August über die Goldfunde. Der kalifornische Goldrausch beginnt.

Abtretungen Mexikos an die Vereinigten Staaten im Vertrag von Guadalupe Hidalgo

- 2. Februar: Die Vereinigten Staaten und Mexiko schließen den Vertrag von Guadalupe Hidalgo: Nach dem Mexikanisch-Amerikanischen Krieg (1846–1848) verliert Mexiko rund ein Drittel seines Staatsgebiets (Kalifornien, New Mexico, Arizona, Nevada, Utah sowie Teile von Colorado, Wyoming und Kansas) an die USA.
- 29. Mai: Das bisherige Wisconsin-Territorium wird unter dem Namen Wisconsin als 30. Bundesstaat in die Vereinigten Staaten aufgenommen.
- 14. August: Das 1846 nach dem Oregon-Kompromiss durch Teilung des Oregon Country zwischen den Vereinigten Staaten und Britisch-Nordamerika entstandene unorganisierte Territorium wird als Oregon-Territorium der US-Bundesregierung unterstellt. Flächenmäßig umfasst das Gebiet in etwa die heutigen US-Bundesstaaten Washington, Oregon, Idaho, sowie das westliche Montana und Wyoming.
- 7. November: Präsidentschaftswahl in den Vereinigten Staaten 1848: Der ehemalige General Zachary Taylor (Whig-Partei) wird zum neuen Präsidenten gewählt, ein Amt, das er am 4. März 1849 antritt. Amtsinhaber James K. Polk (Demokratische Partei) kandidierte nicht für eine zweite Amtsperiode. Es ist die erste Präsidentschaftswahl, die landesweit am selben Tag stattfindet.

Mexikanisch-Amerikanischer Krieg
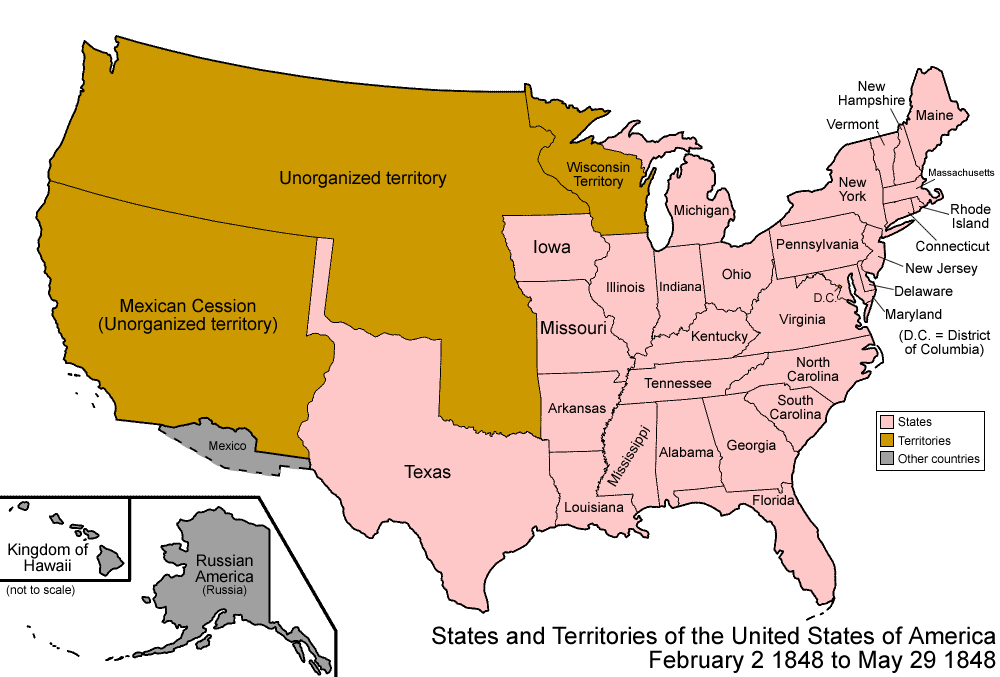
Vereinigte Staaten nach dem Vertrag von Guadalupe Hidalgo
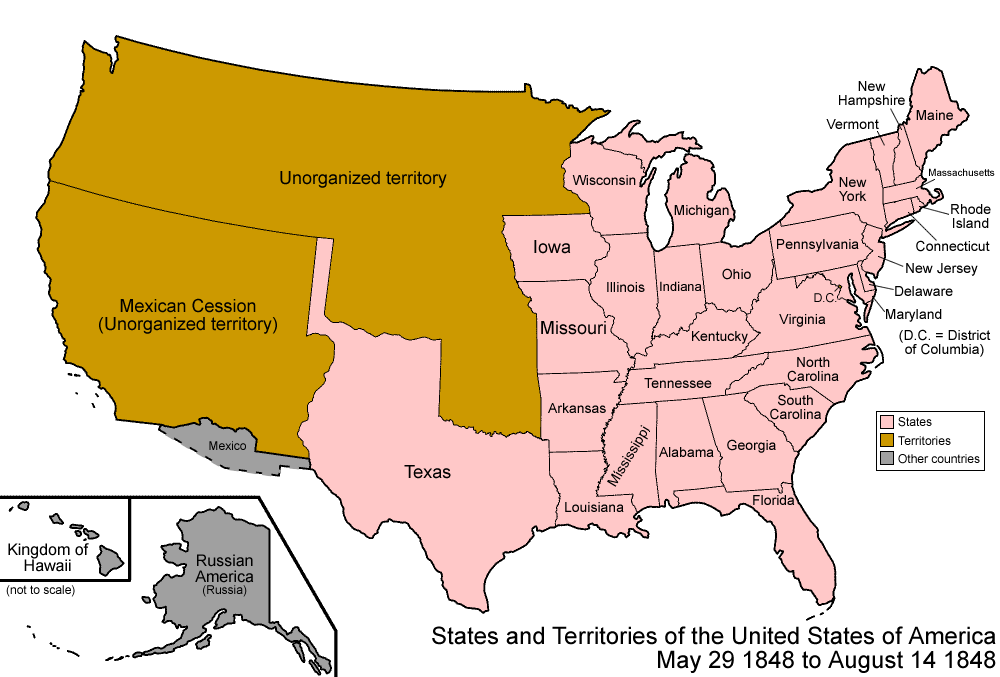
Vereinigte Staaten nach der Aufnahme von Wisconsin
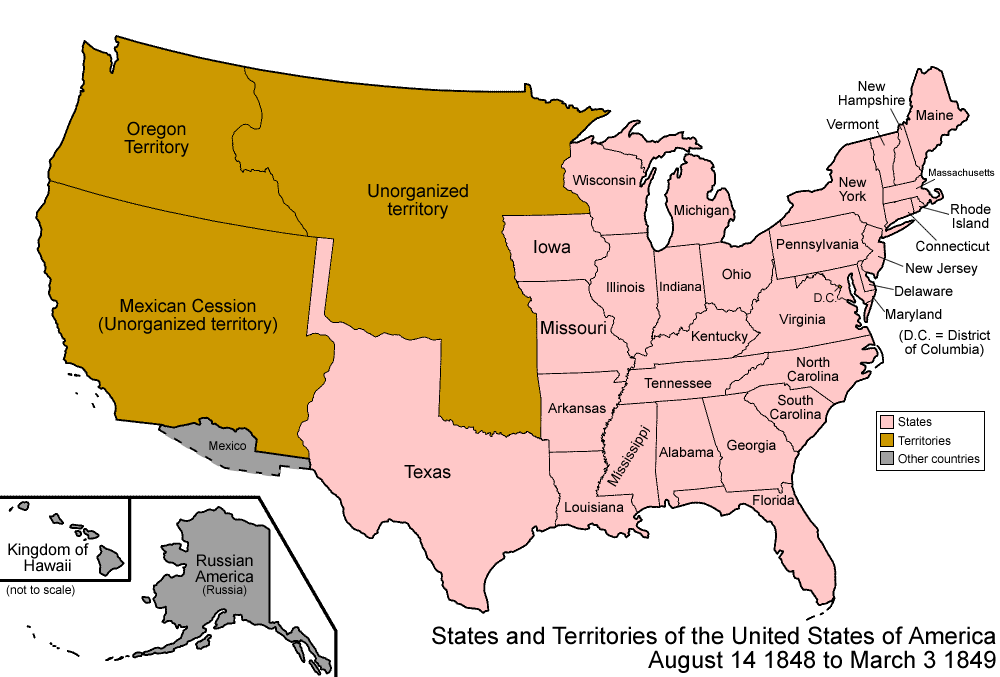
Vereinigte Staaten Ende 1848

#### Afrika
- 3. Januar: Joseph Jenkins Roberts ist erster Präsident von Liberia in Afrika.
- 6. Januar: Im Wettlauf gegen ein französisches Expeditionskorps erobert Spanien die unbewohnten Islas Chafarinas, eine kleine Inselgruppe vor der Küste Marokkos.

#### Asien
- 22. November die Schlacht von Ramnagar findet zwischen der Britischen Ostindien-Kompanie und der Sikh-Armee des Punjab im Zweiten Sikh-Krieg statt.

### Wirtschaft
- 1. Juni: Die von Karl Marx in Köln gegründete Neue Rheinische Zeitung erscheint mit ihrer ersten Ausgabe.
- 3. Juli: In Wien erscheint die erste Ausgabe der vom Unternehmer August Zang gegründeten Tageszeitung Die Presse.
- 11. Juli: In London wird der Bahnhof Waterloo in Betrieb genommen.
- 19. August: Die Zeitung New York Herald berichtet von Goldfunden in Kalifornien und löst damit den kalifornischen Goldrausch aus.
- 3. September: Ein zu Ende gehender Arbeiterkongress gründet die Allgemeine Deutsche Arbeiterverbrüderung, eine der Keimzellen der Arbeiterbewegung. Stephan Born hat darauf entscheidend hingewirkt.
- 15. Oktober: Die Hamburg-Amerikanische Packetfahrt-Actien-Gesellschaft nimmt mit dem Segelschiff Deutschland den Linienverkehr zwischen Hamburg und New York auf.
- 28. Oktober: Auf der Strecke Barcelona–Mataró verkehrt in Spanien die erste Eisenbahn auf der iberischen Halbinsel.
- 29. Dezember: Die New Haven Line wird eröffnet.
- Der Münchener Bierkrieg, in dem sich Bürger gegen überhöhte Bierpreise wehren, flackert Anfang Mai wieder auf.
- Die Pacific Mail Steamship Company wird gegründet.

### Wissenschaft und Technik

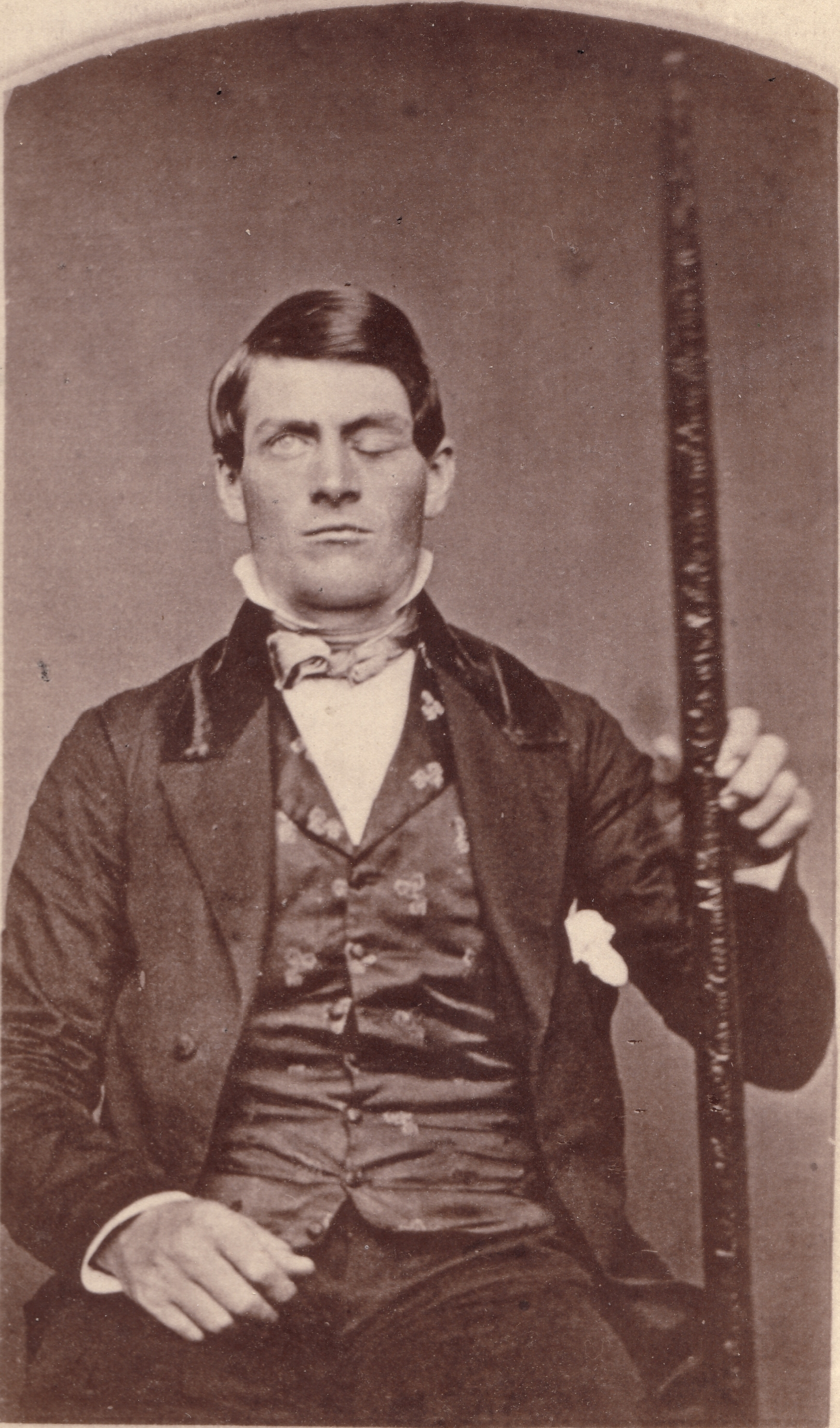
Phineas Gage mit Eisenstange

- 13. September: Der Eisenbahnarbeiter Phineas Gage überlebt einen Unfall bei einer Sprengung, die eine drei Zentimeter dicke Eisenstange durch seinen Kopf treibt. Gage liefert mit seinem Verhalten bis zum Tod im Jahr 1860 der Gehirnforschung neue Erkenntnisse.
- 16. September: Der Saturnmond Hyperion wird von den Astronomen William Cranch Bond, George Phillips Bond und William Lassell entdeckt.
- 22. Dezember: Die Galaxie NGC 258 im Sternbild Andromeda wird vom Astronomen William Parsons entdeckt.
- Das College of Bytown, Vorläufer der Universität Ottawa, wird gegründet.

### Kultur

#### Bildende Kunst
- 6. August: In Düsseldorf wird im Anschluss an das vom Verein für demokratische Monarchie durchgeführte Fest der deutschen Einheit, an dem sich auch zahlreiche Künstler beteiligen, der Künstlerverein Malkasten gegründet. Zu den insgesamt 112 ausschließlich männlichen Gründungsmitgliedern des Vereins zählen nicht nur Akademieprofessoren, wie die Historienmaler Theodor Hildebrandt, Heinrich Mücke und Karl Ferdinand Sohn, sondern auch der Maler und Redakteur der politisch-satirischen Düsseldorfer Monathefte Lorenz Clasen sowie die Maler der Düsseldorfer Malerschule Johann Peter Hasenclever, Joseph Fay, Johann Wilhelm Preyer, Peter Schwingen und der amerikanische Maler Emanuel Leutze, der maßgeblich an der Entwicklung einer von Akademie und Kunstverein unabhängigen „freien“ Künstlerschaft beteiligt ist.

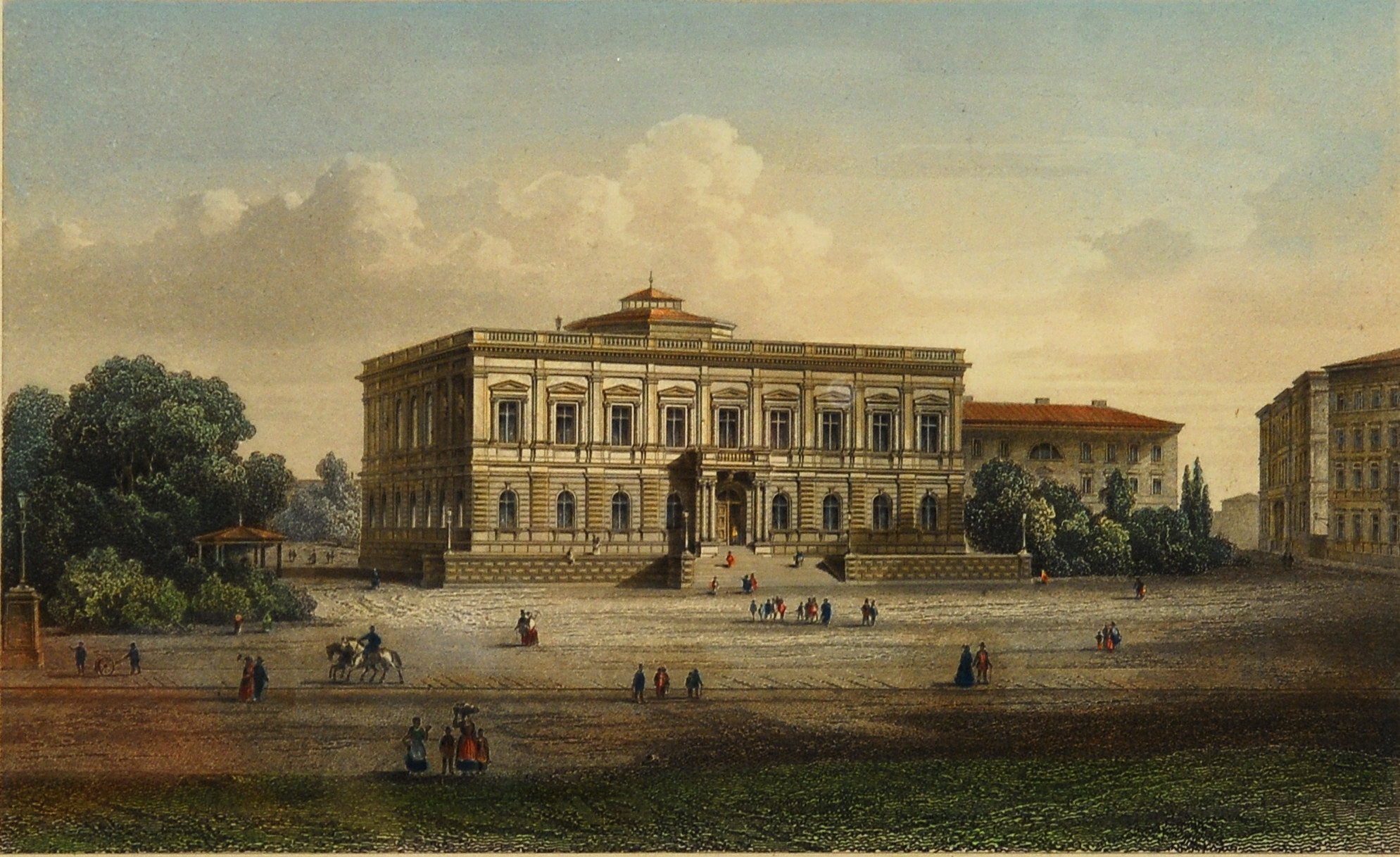
Museum der bildenden Künste Leipzig

- 10. Dezember: Das Museum der bildenden Künste auf der Moritzbastei in Leipzig wird vom Leipziger Kunstverein eröffnet, in dem etwa einhundert zusammengetragene und gestiftete Werke überwiegend damaliger zeitgenössischer Kunst ausgestellt werden.

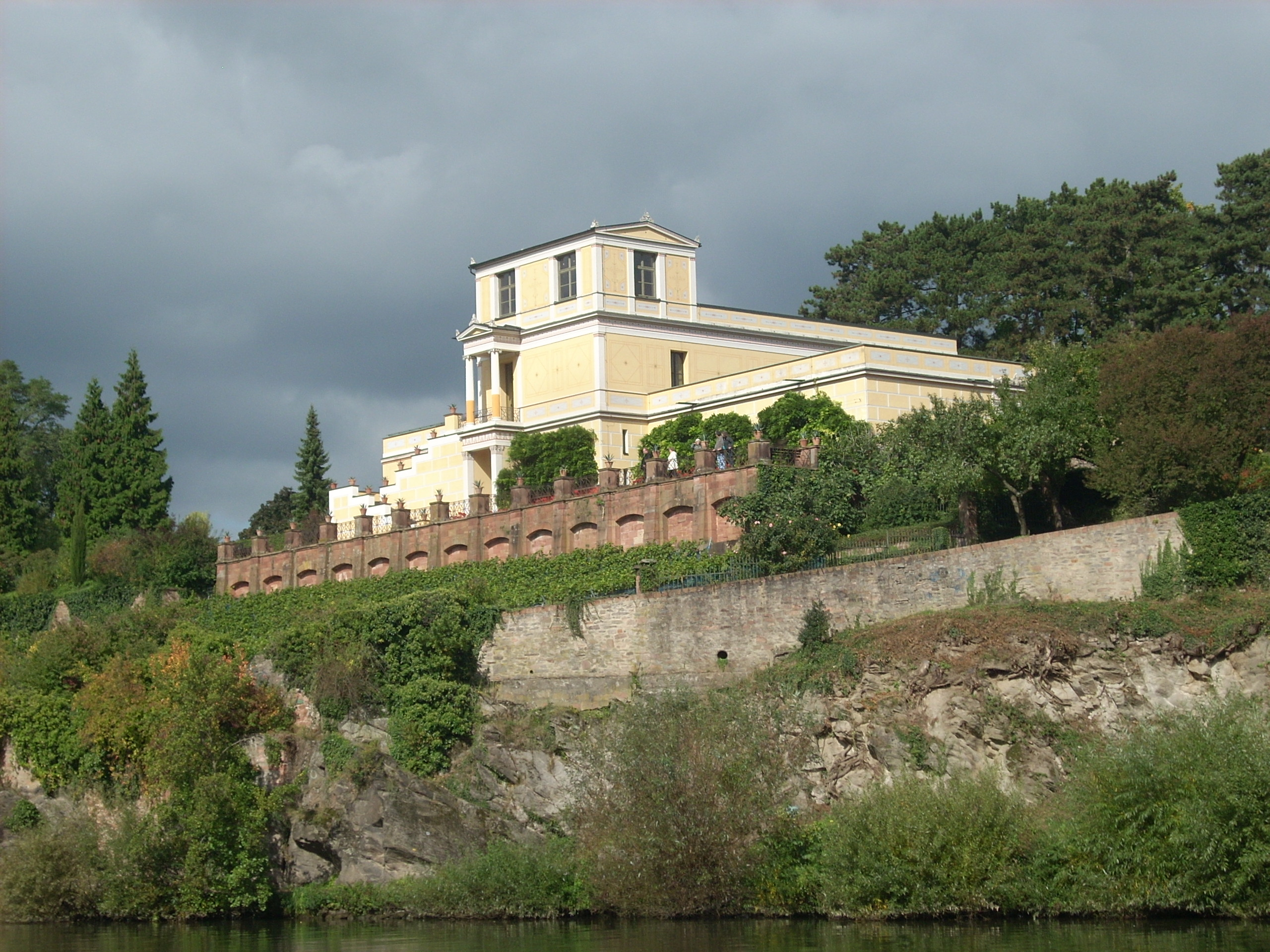
Pompejanum Aschaffenburg, Süden

- Das nach Plänen des Hofarchitekten Friedrich von Gärtner errichtete Pompejanum in Aschaffenburg wird nach acht Jahren fertiggestellt. Der „ideale“ Nachbau einer römischen Villa soll nicht als königliche Villa, sondern als Anschauungsobjekt dienen, das den Kunstliebhabern auch in Deutschland das Studium der antiken Kultur ermöglichen sollte. Das Gebäude ist Zeugnis der Antikenbegeisterung des 19. Jahrhunderts.

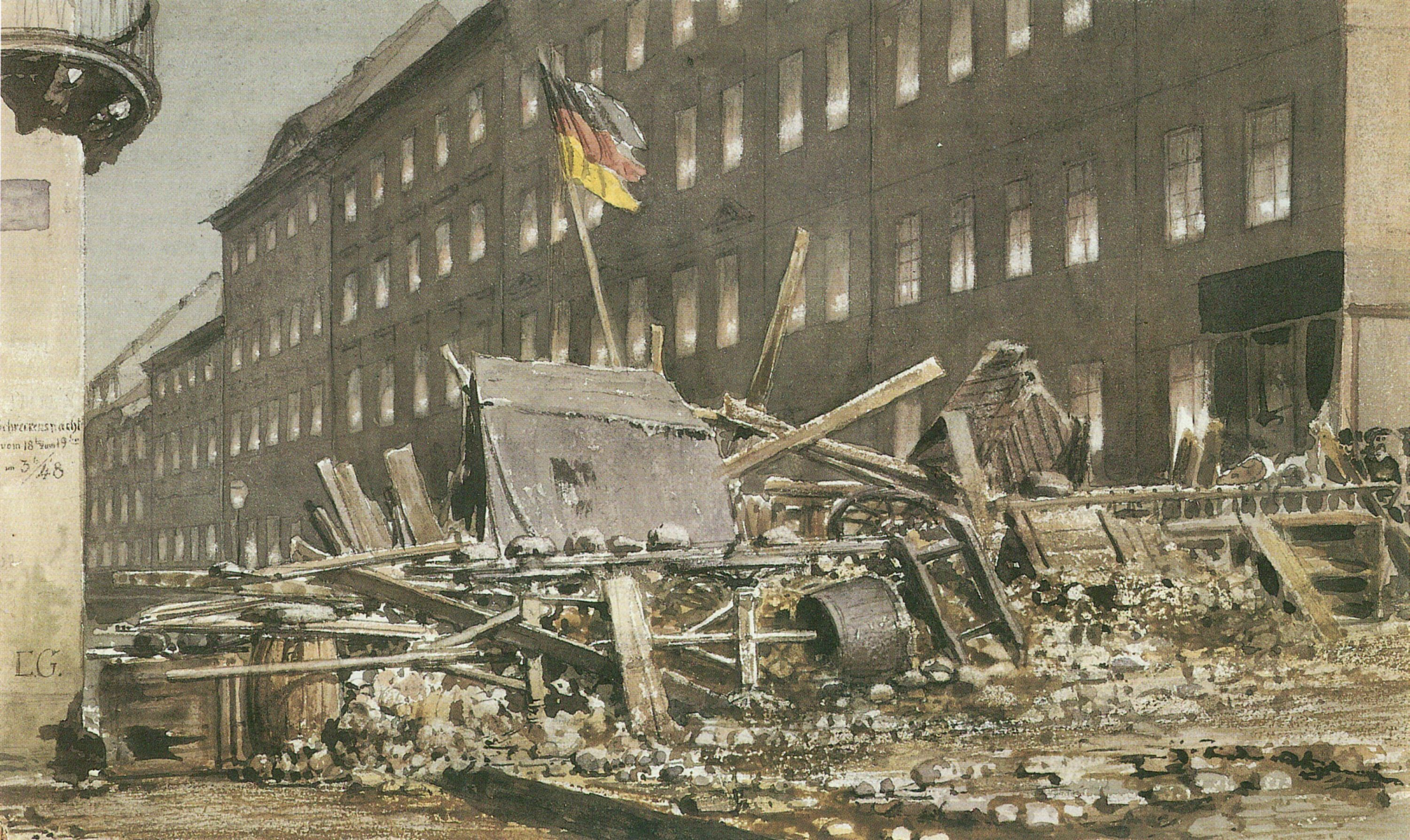
Barrikade in der Breiten Straße

- Eduard Gaertner malt Barrikade nach Kämpfen in der Breiten Straße als aquarellierte Bleistiftzeichnung auf Papier.

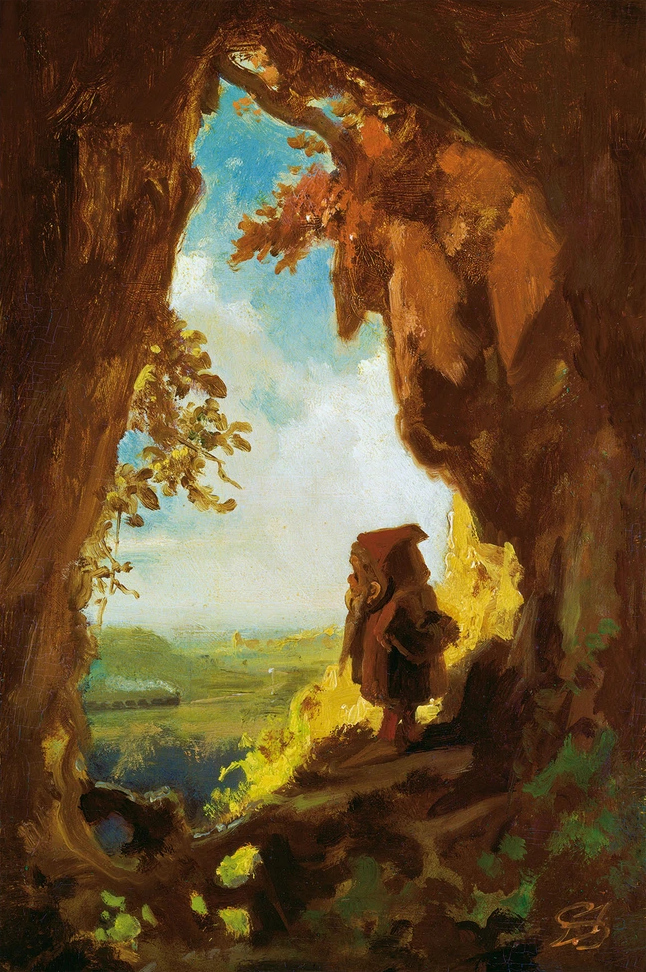
Spitzweg: Gnom, Eisenbahn betrachtend

- um 1848: Karl Spitzweg malt das Bild Gnom, Eisenbahn betrachtend auf den Deckel einer Zigarrenschachtel.

#### Musik und Theater
- 18. März: Die Uraufführung der Oper Allan Cameron von Giovanni Pacini erfolgt am Teatro La Fenice in Venedig.
- 21. Mai: Die lieben Anverwandten, eine Posse mit Gesang von Johann Nestroy, fällt bei Publikum und Kritik durch.
- 16. Juni: Die Uraufführung der Oper L’Apparition von François Benoist findet in Paris statt.
- 31. August: Der Radetzky-Marsch, ein von Johann Strauss (Vater) komponierter und dem Feldmarschall Josef Wenzel Graf Radetzky von Radetz gewidmeter Marsch, wird am Wasserglacis in Wien uraufgeführt.
- 11. November: Die Uraufführung der Opéra-comique Le val d’Andorre von Fromental Halévy erfolgt an der Opéra-Comique in Paris.
- 30. November: Die Originalversion der Oper Poliuto von Gaetano Donizetti wird postum am Teatro di S. Carlo in Neapel uraufgeführt. Das Libretto stammt von Salvatore Cammarano auf Grundlage der Tragödie Polyeucte von Pierre Corneille.

### Gesellschaft
- 27. April: Abschaffung der Sklaverei in Frankreich und in den französischen Kolonien (Martinique endgültig am 22. Mai)
- 15. Juli: Gründung des Kösener Senioren-Convents-Verbandes auf der Rudelsburg

### Religion
- 6. Januar: In der Enzyklika In suprema Petri unternimmt Papst Pius IX. einen Vorstoß zur Wiedervereinigung zwischen der katholischen und den orthodoxen Kirchen und richtet einen Appell dazu an letztere.
- 17. Februar: Ein Patent des Königs von Sardinien-Piemont, Karl Albert I. gewährt den Waldensern religiöse und kirchliche Freiheit und bürgerliche Gleichstellung mit der katholischen Bevölkerung.
- Im Mai verfasst Julius Köbner, Mitbegründer der deutschen Baptisten, sein Manifest des freien Urchristenthums an das deutsche Volk, mit dem er die Trennung von Kirche und Staat sowie die allgemeine Religionsfreiheit fordert.
- 20. Juni: Durch die Teilung des Apostolische Vikariats Neuseeland werden das Bistum Auckland und das Bistum Wellington gegründet.
- 16. Juli: Im römischen Katholizismus und im Voodoo wird die Wallfahrt nach Sodo in Haiti begründet.
- 3. Oktober: In Mainz beginnt die Generalversammlung des katholischen Vereins Deutschlands, der erste Katholikentag.

### Katastrophen
- 24. August: Vor Llandudno an der walisischen Küste geht die Bark Ocean Monarch in Flammen auf. In der Nähe befindliche Schiffe können 208 Menschen retten, doch 178 Passagiere und Besatzungsmitglieder kommen um.

### Natur und Umwelt
- 29. März: Die Niagarafälle führen wegen eines flussaufwärts entstandenen Eisstaus 30 Stunden kein Wasser.

### Sport
- 2. April: Gründung des Deutschen Turner-Bundes auf dem 1. Deutschen Turnertag in Hanau
- 1. Mai: In Esslingen wird der Schwäbische Turnerbund gegründet, der älteste Fachverband Deutschlands im Sport.
- 15. Juli: Erstmalige Gründung des TSV 1860 München
- 26. Juli: Ein Artikel im Märkischen Sprecher führt zur Gründung des Bochumer Turnvereins im folgenden Jahr.
- An der University of Cambridge werden die Cambridge Rules für das Fußballspiel entwickelt.

## Geboren

### Januar
- 01. Januar: Alexander Marshall Mackenzie, schottischer Architekt († 1933)
- 02. Januar: James Benton Grant, US-amerikanischer Politiker († 1911)
- 04. Januar: Katsura Tarō, japanischer Premierminister († 1913)
- 05. Januar: Wilhelm Anton Michael Graf von Attems-Petzenstein, österreichischer Feldmarschalleutnant († 1916)
- 06. Januar: Christo Botew, bulgarischer Nationaldichter und Revolutionär († 1876)
- 06. Januar: Teobaldo Power, spanischer Komponist († 1884)
- 10. Januar: Paul Tschackert, deutscher Kirchenhistoriker († 1911)
- 13. Januar: Lilla Cabot Perry, US-amerikanische Malerin († 1933)
- 13. Januar: Franz von Soxhlet, deutscher Agrikulturchemiker († 1926)
- 15. Januar: Raphael von Koeber, deutsch-russischer Philosoph und Musiker († 1923)
- 16. Januar: Otto Techow, deutscher Architekt († 1919)
- 18. Januar: Ioan Slavici, rumänischer Schriftsteller († 1925)
- 19. Januar: Leonid Alexandrowitsch Arbusow, russischer Historiker († 1912)
- 19. Januar: Matthew Webb, britischer Langstreckenschwimmer, erster Mensch, der den Ärmelkanal durchschwamm († 1883)
- 21. Januar: Henri Duparc, französischer Komponist († 1933)
- 22. Januar: Wilhelm Kohl, deutscher Apotheker und Limes-Forscher († 1898)
- 27. Januar: Jakob Baechtold, Schweizer Literaturwissenschaftler († 1897)
- 27. Januar: Tōgō Heihachirō, japanischer Admiral († 1934)
- 29. Januar: Maecenas Eason Benton, US-amerikanischer Politiker († 1924)
- 29. Januar: Gaston Thomson, französischer Politiker († 1932)
- 30. Januar: Henry C. Hansbrough, US-amerikanischer Politiker († 1933)
- 30. Januar: Ferdinand Mannlicher, böhmischer Erfinder und Waffenkonstrukteur († 1904)

### Februar
- 02. Februar: Ludwig Dill, deutscher Maler († 1940)
- 03. Februar: Jørgen Løvland, norwegischer liberaler Politiker der Venstre († 1922)
- 04. Februar: Jean François Victor Aicard, französischer Dichter, Romancier und Dramatiker († 1921)
- 04. Februar: Hermann von Hatzfeldt, preußischer Politiker und Beamter († 1933)
- 05. Februar: Belle Starr, US-amerikanische Räuberbraut († 1889)
- 05. Februar: Joris-Karl Huysmans, französischer Schriftsteller († 1907)
- 05. Februar: Louis Schmeisser, deutscher Waffenkonstrukteur († 1917)
- 06. Februar: Wilhelm von Finck, deutscher Bankier († 1924)
- 07. Februar: Adolf Weil, deutscher Mediziner († 1916)
- 13. Februar: Hermann von Eichhorn, preußischer Heerführer († 1918)
- 13. Februar: Karel Klostermann, österreichischer Schriftsteller in deutscher und tschechischer Sprache († 1923)
- 13. Februar: Julie Siegfried, französische Feministin († 1922)

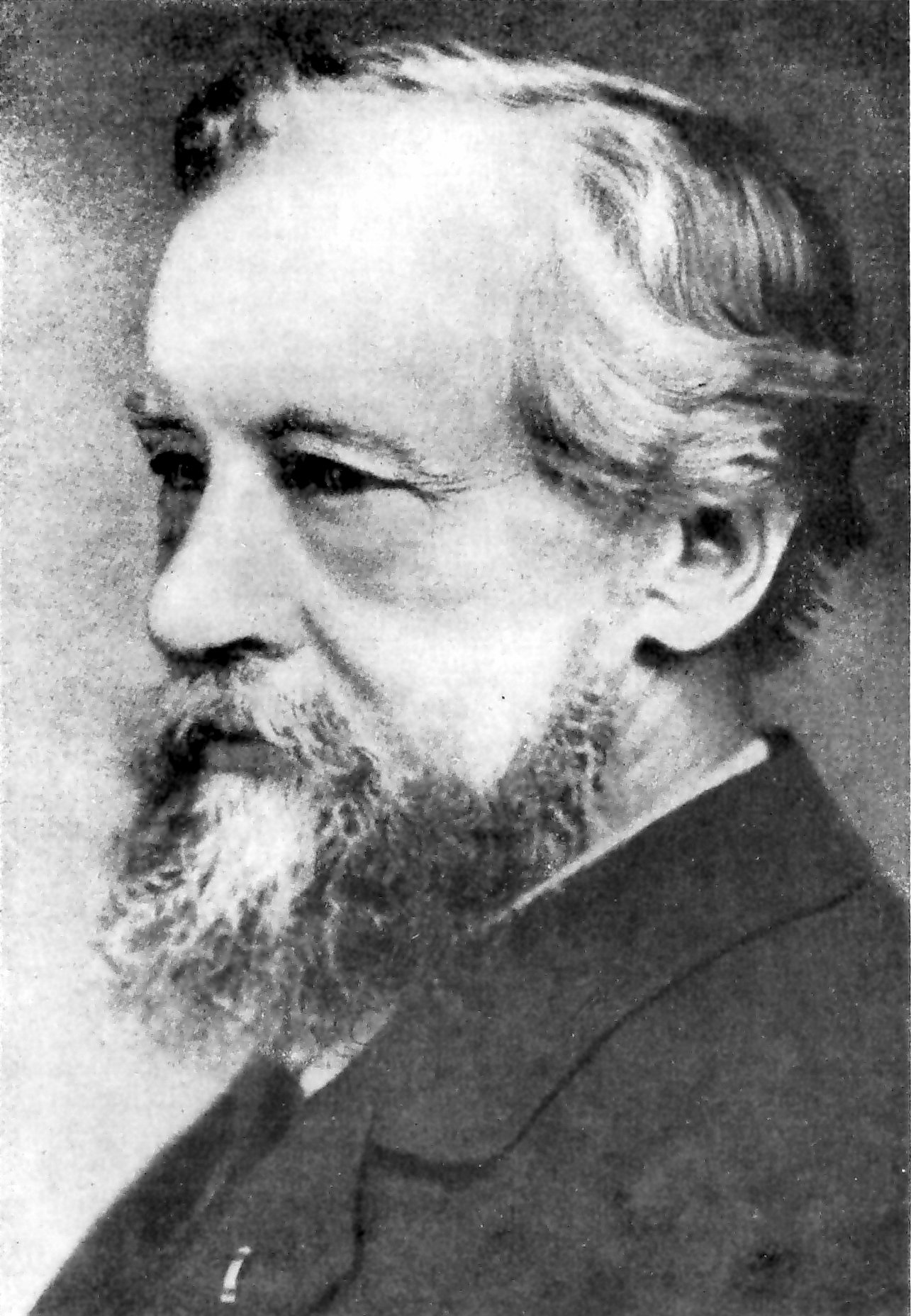
Hugo de Vries

- 16. Februar: Hugo de Vries, niederländischer Biologe († 1935)
- 16. Februar: Octave Mirbeau, französischer Journalist, Kunstkritiker und Romanautor († 1917)
- 17. Februar: Mathilde Mallinger, österreichische Opernsängerin (Sopran) und Gesangspädagogin († 1920)
- 19. Februar: Bruno Piglhein, deutscher Maler und Bildhauer († 1894)
- 22. Februar: Karl Grillenberger, deutscher Sozialdemokrat, Nürnberger Arbeiterführer († 1897)
- 25. Februar: Wilhelm II., König von Württemberg († 1921)
- 26. Februar: Emil Deckert, deutscher Geograph († 1916)
- 27. Februar: Hubert Parry, englischer Komponist († 1918)

### März
- 03. März: Joseph Peter Audebert, deutscher Naturforscher und Ethnologe († 1933)
- 03. März: Gustav Adolf Fischer, deutscher Afrikaforscher († 1886)
- 04. März: Samuel Byrns, US-amerikanischer Politiker († 1914)
- 06. März: Viktor Weißhaupt, deutscher Maler († 1905)
- 08. März: Karl von Amira, deutscher Rechtshistoriker († 1930)
- 11. März: Richard Albert Fellinger, deutscher Industrieller († 1903)
- 13. März: Hans Nydegger, Schweizer Journalist und Schriftsteller († 1909)
- 14. März: Albert Robida, französischer Schriftsteller und Karikaturist († 1926)
- 15. März: Toby Edward Rosenthal, US-amerikanischer Genre- und Bildnismaler († 1917)
- 15. März: Franz Schauerte, deutscher römisch-katholischer Priester und Autor († 1910)
- 17. März: William Dawson, US-amerikanischer Politiker († 1929)
- 19. März: Wyatt Earp, US-amerikanischer Revolverheld im Wilden Westen († 1929)
- 20. März: Friedrich Karl Henkel, deutscher Unternehmer und Gründer des Henkel-Konzerns († 1930)
- 22. März: Hermann Sökeland, deutscher Unternehmer, Museumsdirektor und Berliner Stadtverordneter († 1927)
- 24. März: Achim von Arnim-Bärwalde, deutscher Historienmaler († 1891)
- 25. März: Bertha Drechsler Adamson, englische Geigerin, Dirigentin und Musikpädagogin († 1924)
- 26. März: Anselm J. McLaurin, US-amerikanischer Politiker († 1909)
- 26. März: Edward O. Wolcott, US-amerikanischer Politiker († 1905)
- 28. März: Wilhelm Ellenberger, deutscher Anatom († 1929)
- 28. März: Daniel Russell Brown, US-amerikanischer Politiker († 1919)
- 30. März: Carlos María de Borbón, carlistischer Thronprätendent in Spanien und Frankreich († 1909)

### April
- 04. April: Philipp Heinrich Ast, deutscher Schäfer und Kräuterheilkundiger († 1921)
- 04. April: Arturo Prat, chilenischer Seeheld († 1879)
- 05. April: Ulrich Wille, General der Schweizer Armee während des Ersten Weltkriegs († 1925)
- 09. April: Helene Lange, deutsche Pädagogin und Frauenrechtlerin († 1930)
- 10. April: Hubertine Auclert, französische Frauenrechtlerin († 1914)
- 10. April: John E. Kenna, US-amerikanischer Politiker († 1893)
- 13. April: Oskar Lenz, deutsch-österreichischer Afrikaforscher, Mineraloge und Geologe († 1925)
- 15. April: Richard Kissling, Schweizer Bildhauer († 1919)
- 18. April: August Anton Hieronymus Gärtner, deutscher Mediziner und Mikrobiologe († 1934)
- 20. April: Kurd Laßwitz, deutscher Schriftsteller und Philosoph († 1910)
- 21. April: Francis Charmes, französischer Journalist, Diplomat und Politiker († 1916)
- 21. April: Carl Stumpf, deutscher Philosoph und Psychologe († 1936)
- 24. April: Amandus Acker, deutscher Missions- und Kolonialpionier († 1923)
- 27. April: Johann Desch, deutscher Kleiderfabrikant († 1920)
- 27. April: Otto I., König von Bayern († 1916)
- 30. April: Eugène Simon, französischer Arachnologe († 1924)

### Mai/Juni

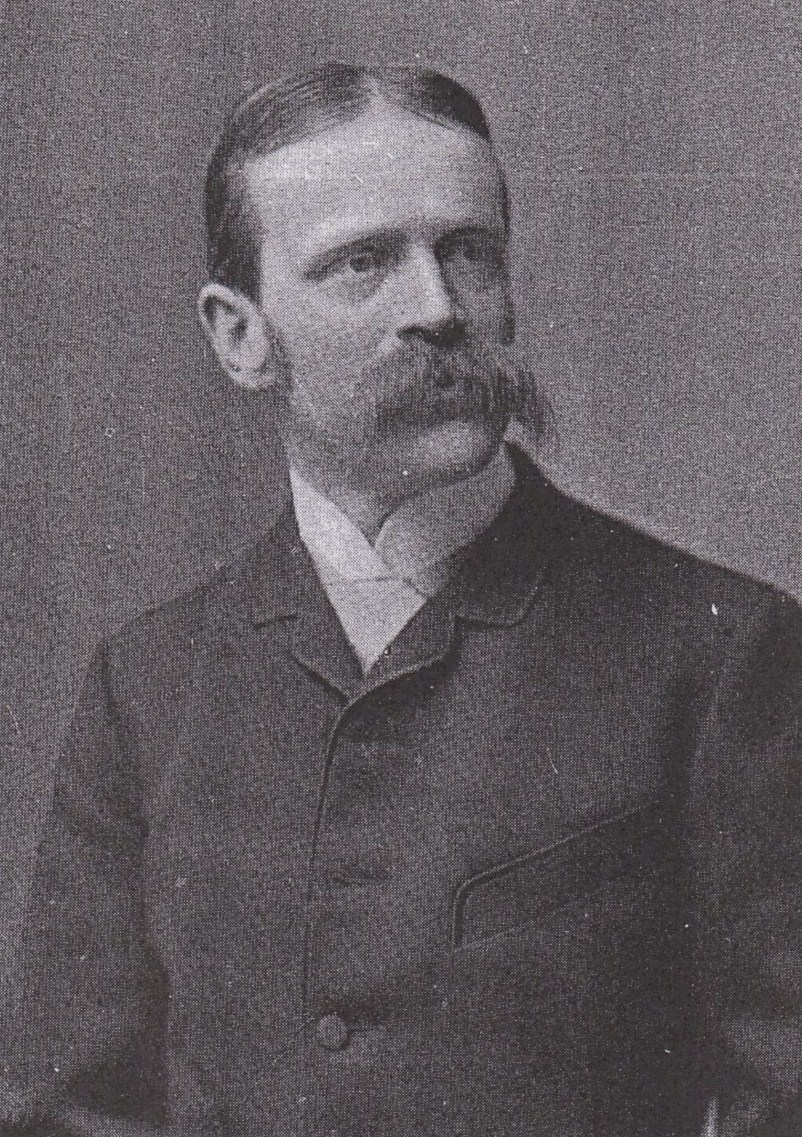
Fritz von Uhde (Anfang 1880er)

- 01. Mai: Gustav Friedrich Eugen Rümelin, deutscher Rechtswissenschaftler († 1907)
- 03. Mai: Otto Bütschli, deutscher Zoologe († 1920)
- 06. Mai: Henry Edward Armstrong, englischer Chemiker († 1937)
- 07. Mai: Edwin Warfield, US-amerikanischer Politiker († 1920)
- 07. Mai: William J. Stone, US-amerikanischer Politiker († 1918)
- 10. Mai: Lafayette Young, amerikanischer Politiker († 1926)
- 11. Mai: Wilhelm Windelband, deutscher Philosoph († 1915)
- 13. Mai: Ida Hinckeldeyn, deutsche Schulleiterin († 1898)
- 14. Mai: Wilhelm Merton, deutscher Unternehmer, Gründer der Metallgesellschaft in Frankfurt am Main († 1916)
- 15. Mai: Wiktor Michailowitsch Wasnezow, russischer Maler († 1926)
- 15. Mai: Carl Wernicke, deutscher Psychiater († 1905)
- 17. Mai: Tony Schumacher, deutsche Kinderbuchautorin († 1931)
- 17. Mai: Charlotte Valentiner, deutsche Blumenmalerin († unbekannt)
- 18. Mai: Hermann Diels, deutscher Altphilologe und Philosophiehistoriker († 1922)
- 22. Mai: Hermann Schubert, deutscher Mathematiker († 1911)
- 22. Mai: Fritz von Uhde, deutscher Maler († 1911)
- 23. Mai: Ernst von Ihne, deutscher Architekt und Baumeister († 1917)

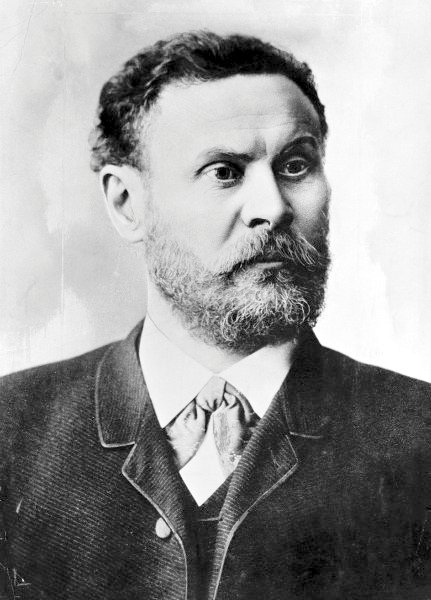
Otto Lilienthal

- 23. Mai: Otto Lilienthal, deutscher Pionier des Gleit- und Muskelkraftflugs († 1896)
- 25. Mai: Helmuth Johannes Ludwig von Moltke, preußischer General († 1916)
- 28. Mai: Bernarda Bütler, Schweizer katholische Missionarin und Ordensgründerin († 1924)
- 29. Mai: Heinrich Welsch, deutscher Lehrer († 1935)
- 01. Juni: Otto Malling, dänischer Organist und Komponist († 1915)
- 05. Juni: Ludwig Geiger, deutsch-jüdischer Literatur- und Kunsthistoriker († 1919)

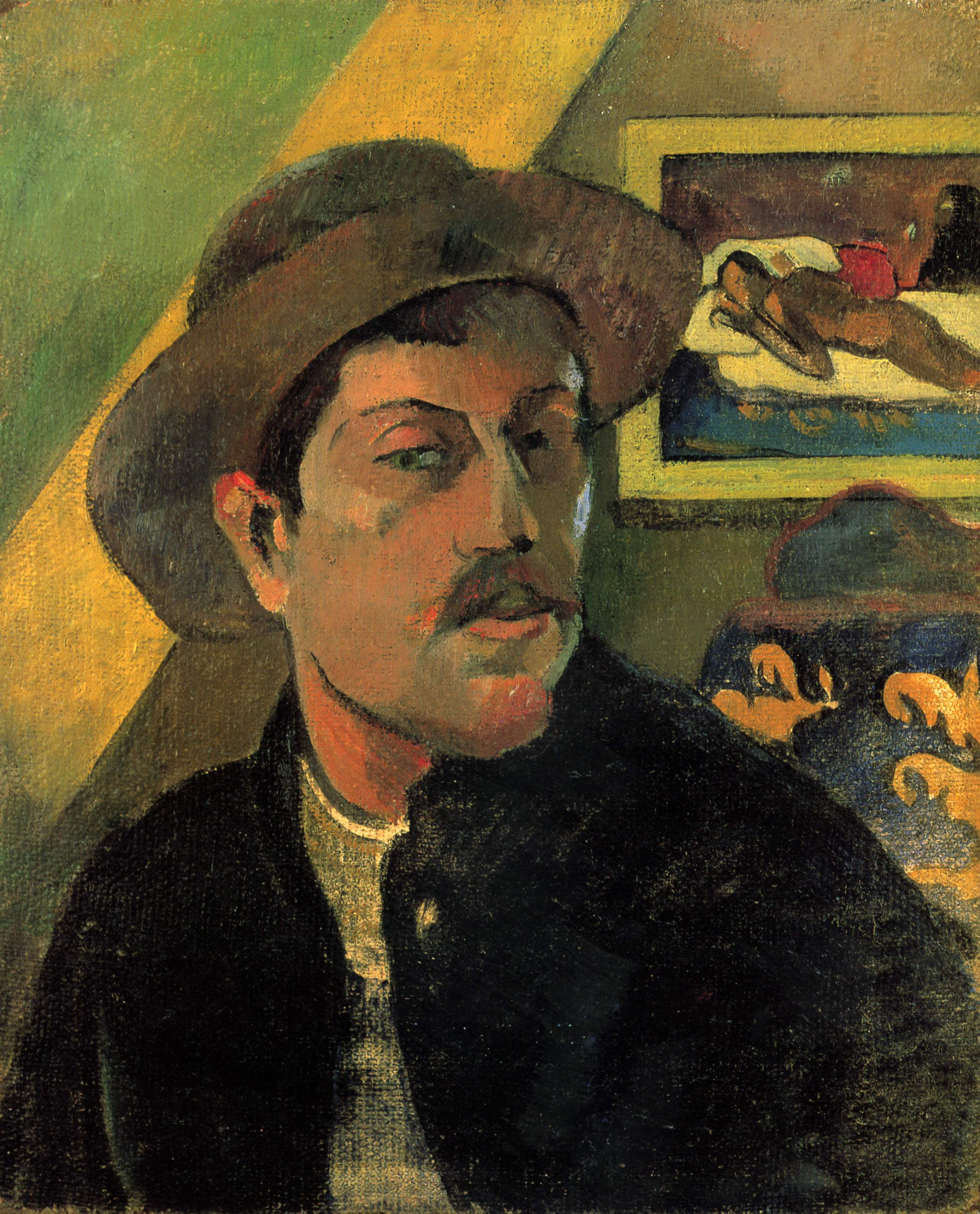
Selbstporträt, Paul Gauguin, 1893

- 07. Juni: Paul Gauguin, französischer Maler († 1903)
- 08. Juni: Johann Focke, Syndicus des Bremer Senats und Museumsgründer († 1922)
- 10. Juni: Ferdinand Tiemann, deutscher Chemiker († 1899)
- 16. Juni: Franziskus Maria vom Kreuze Jordan, deutscher katholischer Priester und Ordensgründer († 1918)
- 17. Juni: Philipp Maria Prosper, Prinz und Herzog von Arenberg († 1906)
- 19. Juni: Max Joseph Alteneder, Generalvikar des Bistums Passau († 1923)
- 24. Juni: Brooks Adams, US-amerikanischer Historiker († 1927)
- 25. Juni: Paul Puget, französischer Komponist († 1917)
- 26. Juni: Henri Lioret, französischer Uhrmacher und Erfinder († 1938)

### Juli/August
- 03. Juli: Lothar von Trotha, deutscher General der Infanterie († 1920)
- 04. Juli: Alfred Adelmann von Adelmannsfelden, deutscher Offizier und Schriftsteller († 1887)
- 11. Juli: Joaquim Calado, brasilianischer Flötist und Komponist († 1880)
- 13. Juli: Valtesse de la Bigne, französische Schauspielerin, Autorin und Kurtisane († 1910)
- 13. Juli: Rudolph Sprickmann Kerkerinck, deutscher Politiker († 1905)
- 15. Juli: Vilfredo Pareto, italienischer Ingenieur, Ökonom und Soziologe († 1923)
- 19. Juli: Cornelis Adrianus Pekelharing, niederländischer Mediziner († 1922)
- 21. Juli: Julie de Boor, deutsche Porträtmalerin († 1932)
- 22. Juli: Adolf Friedrich V., Großherzog von Mecklenburg-Strelitz († 1914)
- 23. Juli: Richard von Schlieben, sächsischer Amtshauptmann und Kultusminister († 1908)
- 25. Juli: Arthur Balfour, britischer Premier- und Außenminister († 1930)
- 25. Juli: Ottokar Kernstock, österreichischer Dichter und Priester († 1928)
- 27. Juli: Friedrich Ernst Dorn, deutscher Physiker († 1916)
- 27. Juli: Loránd Eötvös, ungarischer Kultus- und Unterrichtsminister († 1919)
- 27. Juli: Hans Hoffmann, deutscher Schriftsteller († 1909)
- 27. Juli: Victor Noir, französischer Journalist († 1870)
- 27. Juli: Filippo Smaldone, italienischer Priester, Heiliger († 1923)
- 27. Juli: Hans Speckter, deutscher Illustrator, Zeichner und Autor († 1888)
- 30. Juli: Franz Borgias Maerz, deutscher Orgelbauer († 1910)
- 01. August: Pierre Gailhard, französischer Opernbassist († 1918)
- 01. August: František Kmoch, tschechischer Komponist und Dirigent († 1912)
- 06. August: Franz Arndt, deutscher evangelischer Theologe († 1917)
- 06. August: Alfred A. Taylor, US-amerikanischer Politiker, Gouverneur von Tennessee († 1931)
- 09. August: Elise Prehn, deutsche Blumenmalerin († 1918)
- 10. August: Othmar Blumer, Schweizer Industrieller und Politiker († 1900)
- 17. August: Richard Loening, deutscher Rechtswissenschaftler († 1913)
- 18. August: Ricardo Bahre, deutscher Architekt († 1913)
- 19. August: Gustave Caillebotte, französischer Maler und Kunstsammler († 1894)
- 21. August: Max Liebermann von Sonnenberg, deutscher Offizier, Abgeordneter und Publizist († 1911)
- 21. August: Paul Pierre Henry, französischer Optiker und Astronom († 1905)
- 22. August: Giuseppe dell’Orefice, italienischer Komponist († 1889)
- 23. August: Adolf Boettge, deutscher Militärmusiker († 1913)
- 23. August: Emil Bürgin, Schweizer Elektrotechniker († 1933)
- 24. August: Jewgeni Alexandrowitsch Lansere, russischer Bildhauer († 1886)
- 26. August: Armand von Ardenne, preußischer Generalleutnant und Militärhistoriker († 1919)
- 30. August: Gustav Haarmann, deutscher Politiker; Oberbürgermeister vom Witten († 1911)
- 31. August: Ludwig Griesselich, deutscher Homöopath, Mediziner und Herausgeber einer Zeitschrift († 1804)

### September/Oktober
- 01. September: Auguste Forel, Schweizer Psychiater und Entomologe († 1931)
- 03. September: Sallie Shearer, US-amerikanische Bordellbetreiberin († 1909)
- 04. September: Heinrich Bruns, deutscher Mathematiker und Astronom († 1919)
- 05. September: Elia Millosevich, italienischer Astronom († 1919)
- 05. September: Oskar Telke, deutscher Mediziner († 1917)
- 07. September: Bertha Behrens, deutsche Schriftstellerin († 1912)
- 08. September: Victor Meyer, deutscher Chemiker († 1897)
- 14. September: Adolf Albin, rumänischer Schachmeister und Theoretiker († 1920)
- 14. September: Filippo Camassei, Patriarch von Jerusalem und Kardinal († 1921)
- 16. September: John Joseph Adams, US-amerikanischer Jurist und Politiker († 1919)
- 16. September: Henry Goudy, britischer Jurist und Hochschullehrer († 1921)
- 18. September: Maximilian Nitze, deutscher Urologe und Erfinder des Zystoskopes († 1906)
- 19. September: Gunnar Knudsen, norwegischer liberaler Politiker und Industrieller († 1928)
- 20. September: Friedrich Soennecken, deutscher Erfinder († 1919)
- 22. September: Franz Christoph Büscher, deutscher Jurist († 1928)
- 24. September: Emil Baehrens, deutscher Altphilologe († 1888)
- 25. September: Sergej von Glasenapp, russischer und sowjetischer Astronom († 1937)
- 05. Oktober: Alexander Kisch, tschechischer Rabbiner († 1917)
- 05. Oktober: Guido von List, österreichischer okkulter Autor und Begründer der Ariosophie († 1919)
- 05. Oktober: Jean Baptiste Édouard Detaille, französischer Maler († 1912)
- 10. Oktober: Retheos Berberian, armenischer Pädagoge, Publizist, Schriftsteller und Übersetzer († 1907)
- 11. Oktober: Jakob Amsler, Schweizer Jurist und Politiker († 1909)
- 14. Oktober: Josue Jean Philippe Valeton der Jüngere, niederländischer Theologe und Orientalist († 1912)
- 17. Oktober: Wiktor Gomulicki, polnischer Schriftsteller († 1919)
- 17. Oktober: Adolf August Winkelmann, deutscher Physiker († 1910)
- 17. Oktober: Max Volkhart, deutscher Maler († 1924)
- 18. Oktober: Victorine Eudes, französische Kommunardin († 1881)
- 19. Oktober: Paul Werner, deutscher Politiker († 1927)
- 23. Oktober: Amalie von Sachsen-Coburg und Gotha, Prinzessin von Sachsen-Coburg-Saalfeld († 1894)
- 24. Oktober: Oltmann Johann Dietrich Ahlers, deutscher Reedereidirektor († 1910)
- 25. Oktober: Karl Emil Franzos, österreichischer Schriftsteller und Publizist († 1904)
- 28. Oktober: Bertha Mathilde Müller, österreichische Malerin († 1937)

### November/Dezember
- 01. November: Jules Bastien-Lepage, französischer Maler († 1884)
- 02. November: L. M. Shaw, US-amerikanischer Politiker († 1932)
- 04. November: Karl Graf Lanckoronski, österreichischer Kunstsammler, Archäologe und Denkmalpfleger († 1933)
- 08. November: Gottlob Frege, deutscher Mathematiker, Logiker und Philosoph († 1925)
- 11. November: Sinowi Petrowitsch Roschestwenski, russischer Admiral († 1909)
- 11. November: Hans Delbrück, deutscher Historiker und Politiker († 1929)
- 11. November: Gustav Karpeles, deutsch-jüdischer Publizist und Literaturhistoriker († 1909)
- 12. November: Eduard Müller, Schweizer Politiker († 1919)
- 13. November: Albert I., Fürst von Monaco († 1922)
- 13. November: Stanislas Touchet, Bischof von Orléans und Kardinal († 1926)
- 14. November: Warwara Alexejewna Morosowa, russische Unternehmerin und Mäzenin († 1917)
- 23. November: Habbo Gerhard Lolling, deutscher Archäologe († 1894)
- 24. November: Lilli Lehmann, deutsche Opernsängerin (Sopran) und Gesangspädagogin († 1929)
- 25. November: Jacques Normand, französischer Schriftsteller († 1931)
- 27. November: Henry Augustus Rowland, US-amerikanischer Physiker († 1901)
- 27. November: Maximilian von Prittwitz und Gaffron, deutscher Militär († 1917)
- 29. November: Paul Pau, französischer General († 1932)
- 03. Dezember: August Müller, deutscher Orientalist († 1892)
- 04. Dezember: Josef Gisi, Schweizer Landwirt und Politiker († 1902)
- 06. Dezember: Edward Hutton, britischer Offizier († 1923)
- 06. Dezember: Johann Palisa, österreichischer Astronom († 1925)
- 08. Dezember: Joel Chandler Harris, US-amerikanischer Journalist und Schriftsteller († 1908)
- 09. Dezember: Gabriel von Seidl, deutscher Architekt und Vertreter des Historismus († 1913)
- 11. Dezember: Hermann Suchier, deutscher Romanist († 1914)
- 17. Dezember: Hans Eppinger senior, österreichischer Mediziner († 1916)
- 18. Dezember: Carl Schroeder, deutscher Cellist, Komponist, Dirigent sowie Hofkapellmeister († 1935)
- 19. Dezember: Heinrich Lothar Honor Graf Adelmann von Adelmannsfelden, deutscher Politiker († 1920)
- 21. Dezember: Jakob Hillier, rumäniendeutscher Komponist, Kirchenmusiker und Musikpädagoge († 1918)
- 22. Dezember: Ulrich von Wilamowitz-Moellendorff, deutscher Altphilologe († 1931)
- 24. Dezember: Carl Gotthilf Büttner, deutscher evangelischer Missionar, Pastor und Sprachwissenschaftler († 1893)
- 25. Dezember: Enrico Golisciani, italienischer Librettist († 1919)
- 26. Dezember: Friedrich von Bezold, deutscher Historiker († 1928)
- 31. Dezember: Amos Burn, englischer Schachmeister († 1925)

### Genaues Geburtsdatum unbekannt
- Mary Ellen Christian, australische Sängerin und Gesangslehrerin († 1941)
- Jeranuhi Karakaschian, armenische Schauspielerin († 1924)
- Imdad Khan, indischer Sitar- und Surbaharspieler, Sänger und Komponist († 1920)

## Gestorben

### Januar bis April
- 05. Januar: Gottlieb Kiessling, deutscher Pädagoge und Altphilologe (* 1777)
- 07. Januar: Barthélemy Bouvier, Schweizer evangelischer Geistlicher (* 1795)
- 07. Januar: Johann David Gruschwitz, deutscher Textilindustrieller (* 1776)
- 09. Januar: Caroline Herschel, deutsche Astronomin (* 1750)
- 12. Januar: Karl Friedrich von dem Knesebeck, preußischer Generalfeldmarschall (* 1768)
- 17. Januar: Petros Mavromichalis, griechischer General, Staatsmann und Hegemon (* 1765)
- 18. Januar: Joseph von Winiwarter, österreichischer Jurist und Hochschullehrer (* 1780)
- 20. Januar: Christian VIII., dänischer König (* 1786)
- 21. Januar: John Vincent, britischer General (* 1764)
- 22. Januar: Karl Gottlieb Bretschneider, deutscher evangelischer Theologe (* 1776)
- 29. Januar: Joseph Görres, deutscher Gymnasial- und Hochschullehrer und katholischer Publizist (* 1776)
- 29. Januar: Friedrich Pfluger, Schweizer römisch-katholischer Geistlicher (* 1772)
- 29. Januar: John Winston Jones, US-amerikanischer Politiker (* 1791)
- 04. Februar: Jan Richard de Brueys, niederländischer Rechtswissenschaftler (* 1778)
- 08. Februar: Karl Ludwig Nordmann, Domänenpächter und Tierzüchter (* 1778)
- 08. Februar: Charles Thomas, US-amerikanischer Politiker (* 1790)
- 15. Februar: Kaspar Leonz Bruggisser, Schweizer Jurist und Politiker (* 1807)
- 17. Februar: George W. Campbell, US-amerikanischer Politiker (* 1769)
- 17. Februar: Ignaz zu Hardegg, österreichischer General der Kavallerie und Hofkriegsratspräsident (* 1772)

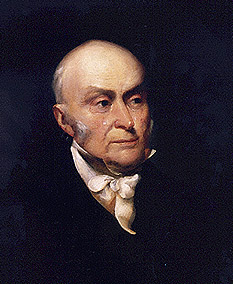
John Quincy Adams

- 23. Februar: John Quincy Adams, US-amerikanischer Politiker, 6. Präsident der USA (* 1767)
- 23. Februar: Wilhelmine Reichard, erste deutsche Ballonfahrerin (* 1788)
- 28. Februar: Anastasius Adam, Schweizer Geistlicher und Mitglied des Minoritenordens (Franziskaner-Konventualen) (* 1795)
- 28. Februar: Anton Nikolaus Martens, Probst (* 1800)
- 03. März: Heinrich Olivier, deutscher Maler (* 1783)
- 04. März: Joachim Leonz Eder, Schweizer Jurist und Politiker (* 1772)
- 07. März: Giambattista Torricelli, Schweizer römisch-katholischer Geistlicher und Schriftsteller (* 1779)
- 25. März: Heinrich Ludwig Smalian, deutscher Oberforstmeister (* 1785)
- 27. März: Wilhelm Heinrich Ackermann, deutscher Pädagoge (* 1789)
- 27. März: Röttger von Veltheim, deutscher Gutsherr und Privatgelehrter (* 1781)
- 29. März: Carl Amandus Kühn, deutscher Geologe und Verfechter des Neptunismus (* 1783)
- 29. März: Johann Jakob Astor, reichster Mann seiner Zeit in Amerika (* 1763)
- 30. März: Jonas Anton Hielm, norwegischer Jurist und Politiker (* 1782)
- 07. April: Franziskus Fröhlicher, Schweizer Geistlicher (* 1774)
- 08. April: Louis Adam, französischer Komponist und Klaviervirtuose (* 1758)
- 08. April: Gaetano Donizetti, italienischer Komponist (* 1797)
- 10. April: Godert Alexander Gerard Philip van der Capellen, niederländischer Politiker (* 1778)
- 24. April: François (Frans) Van Campenhout, belgischer Opernsänger, Dirigent und Komponist (* 1779)
- 24. April: Theobald Fritz, österreichischer römisch-katholischer Theologe und Hochschullehrer (* 1771)
- 26. April: Johan Thomas Lundbye, dänischer Maler (* 1818)
- 29. April: Chester Ashley, US-amerikanischer Politiker (* 1790)

### Mai bis August
- 01. Mai: Louise Sybille von Reventlow, dänische Malerin (* 1783)
- 03. Mai: Nikolaus Daniel Hinsche, deutscher Bürgermeister und Schriftsteller (* 1771)
- 03. Mai: Hans Ernst Karl von Zieten, preußischer Generalfeldmarschall (* 1770)
- 07. Mai: Konrad Heinrich Wolf, deutscher Geistlicher (* 1766)
- 10. Mai: Caspar von Geismar, kaiserlich-russischer General-Adjutant (* 1783)
- 12. Mai: Miguel Barreiro, uruguayischer Politiker (* 1789)
- 12. Mai: Gottlob Christian Crusius, deutscher Philologe, Pädagoge und Autor (* 1785)
- 12. Mai: Ulysses Anton von Salis-Soglio, österreichischer Offizier (* 1792)
- 16. Mai: Mathias Weber, österreichischer Orgelbauer (* 1777)
- 19. Mai: Heinrich Arnold Wilhelm Winckler, deutscher Lehrer und Schriftsteller (* 1796)
- 21. Mai: Feliks Janiewicz, polnischer Komponist und Violinist (* 1762)

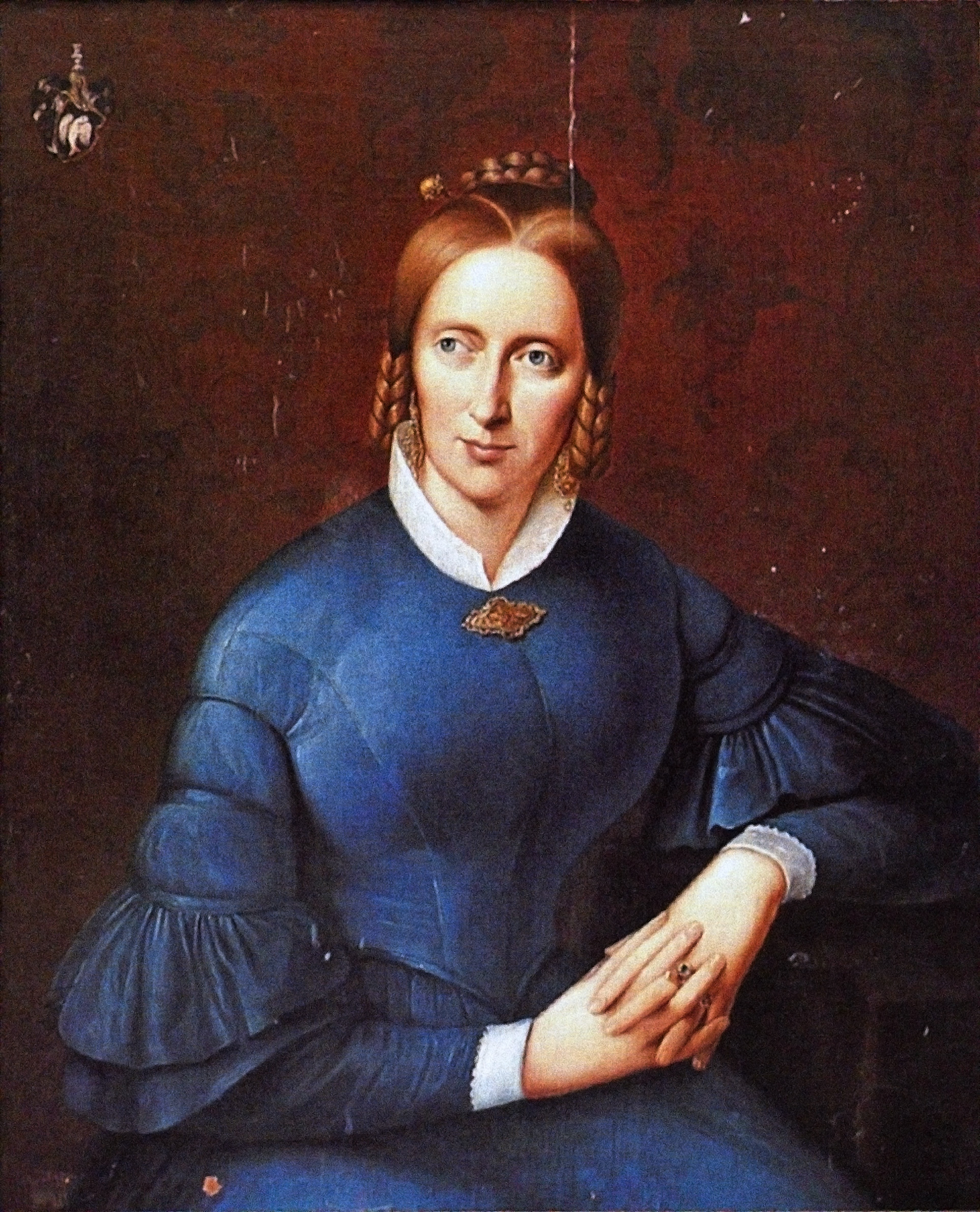
Annette von Droste-Hülshoff, 1838

- 24. Mai: Annette von Droste-Hülshoff, deutsche Schriftstellerin (* 1797)
- 30. Mai: Pietro Antonio Bossi, italienischer Orgelbauer (* 1775)
- 05. Juni: Karl Samuel Wild, Schweizer Beamter, Archivar und Schriftsteller (* 1765)
- 07. Juni: Heinrich Braendlin, Schweizer Politiker und Kaufmann (* 1777)
- 09. Juni: Esma Sultan, osmanische Prinzessin, Schwester von Mustafa IV. und Mahmud II. (* 1778)
- 11. Juni: Dominik Epp, Schweizer Gutsbesitzer und Politiker (* 1776)
- 15. Juni: Johann Friedrich Röhr, sächsischer Theologe (* 1777)
- 16. Juni: Johann Dominicus Aigner, Bürgermeister der Stadt Lienz (* 1761)
- 20. Juni: Heinrich Weiss, Schweizer Politiker (* 1789)
- 25. Juni: Jakob von Albertini, Schweizer Politiker (* 1793)
- 26. Juni: Stevenson Archer, US-amerikanischer Jurist und Politiker (* 1786)
- 27. Juni: Denis Auguste Affre, Erzbischof von Paris (* 1793)
- 27. Juni: Christoph Maurus Fuchs, deutscher Maler (* 1771)
- 27. Juni: Heinrich Zschokke, deutsch-schweizerischer Schriftsteller, Pädagoge und Politiker (* 1771)
- 28. Juni: John Alexander, US-amerikanischer Politiker (* 1777)
- 28. Juni: Jean-Baptiste Debret, französischer Maler (* 1768)
- 04. Juli: François-René de Chateaubriand, französischer Schriftsteller und Diplomat (* 1768)
- 05. Juli: Francesco Anzani, italienischer Offizier und Freiheitskämpfer (* 1809)
- 05. Juli: Marquard Georg Seufferheld, deutscher Kaufmann, Stifter und Politiker (* 1781)
- 06. Juli: Karl Godulla, deutscher Großindustrieller (* 1781)
- 24. Juli: Andrei Iwanowitsch Iwanow, russischer Maler (* 1775)
- 26. Juli: Heinrich Schmelen, namibischer Gründer der Missionsstation Bethanien in Südwest-Afrika (* 1777)
- 30. Juli: Wilhelm Karl Friedrich Suckow, deutscher Mediziner (* 1770)
- 02. August: Frederick Marryat, englischer Marineoffizier und Schriftsteller (* 1792)
- 05. August: Nicola Vaccai, italienischer Komponist (* 1790)

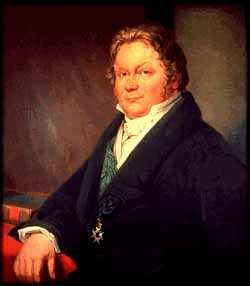
Jöns Jakob Berzelius

- 07. August: Jöns Jakob Berzelius, schwedischer Chemiker (* 1779)

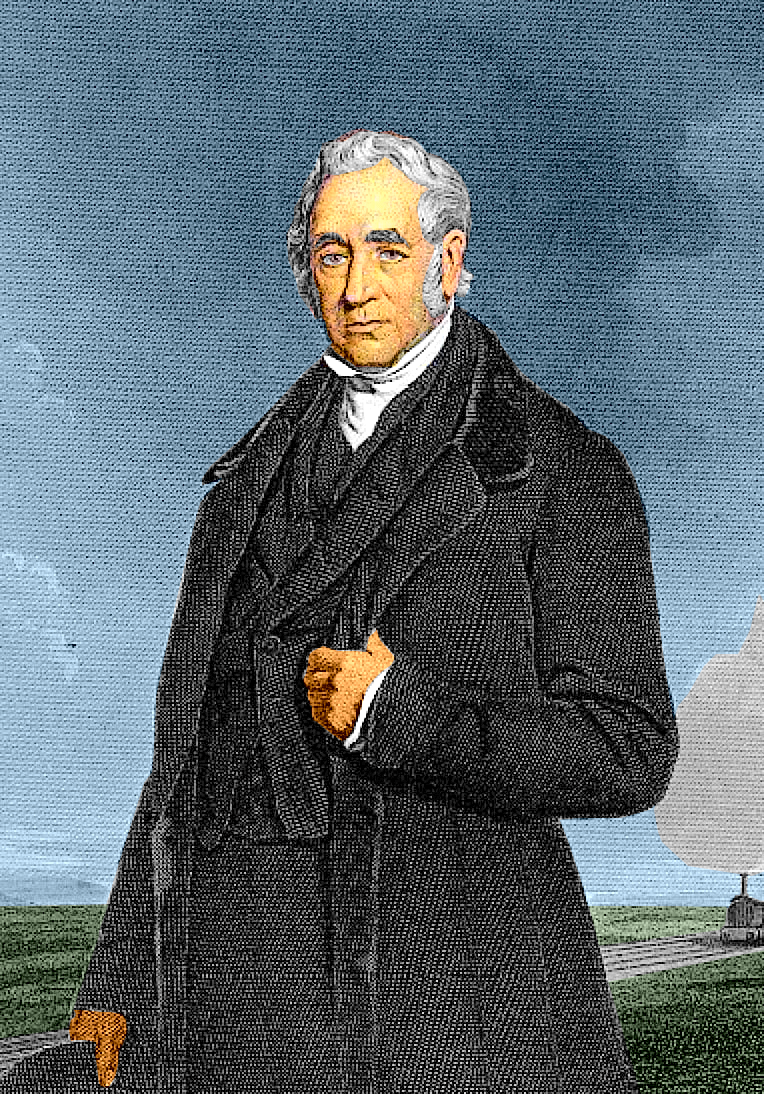
George Stephenson

- 12. August: George Stephenson, britischer Ingenieur (* 1781)
- 14. August: Sarah Flower Adams, englische Dichterin (* 1805)
- 28. August: Jakob Degen, schweizerisch-österreichischer Erfinder und Flugpionier (* 1760)

### September bis Dezember
- 03. September: Peter Czakert, römisch-katholischer Geistlicher (* 1808)
- 05. September: Wassili Petrowitsch Stassow, russischer Baumeister (* 1769)
- 10. September: August Tischbein, deutscher Maler und Lithograph (* 1768)
- 11. September: Ludwig David Jacoby, deutscher Kunsthändler und Verleger (* 1769)
- 13. September: Maria Isabel von Spanien, Königin beider Sizilien (* 1789)
- 13. September: Alexander Slidell Mackenzie, US-amerikanischer Navy-Offizier und Militärhistoriker (* 1803)
- 14. September: Gustav Dresel, deutsch-US-amerikanischer Kaufmann und Schriftsteller (* 1818)
- 18. September: Hans von Auerswald, deutscher Politiker (* 1792)
- 18. September: Felix Lichnowsky, deutscher Politiker (* 1814)
- 20. September: Hartwig Peters, deutscher Geistlicher und Publizist (* 1784)
- 21. September: Jakob Anton Müller, Schweizer Politiker (* 1777)
- 22. September: James Dunlop, schottischer Astronom (* 1793)
- 30. September: Joseph Ignaz Düntzer, deutscher Wundarzt und Geburtshelfer (* 1808)
- 04. Oktober: Peter Friedrich Engstfeld, deutscher Organist und Kirchenlieddichter (* 1793)
- 04. Oktober: Ferdinand Heinrich Lachmann, deutscher Pädagoge (* 1770)
- 04. Oktober: Christian August Scheller, Geheimer Justizrat (* 1769)
- 04. Oktober: Franz Theodor Wangenheim, deutscher Schriftsteller (* 1805)
- 06. Oktober: Johann Karl Friedrich Ollenroth, deutscher Mediziner (* 1788)
- 09. Oktober: William Cornwallis Harris, Major der britischen East India Company, Jäger und Afrikareisender (* 1807)
- 10. Oktober: Heinrich Robert Stöckhardt, Jurist und Professor (* 1802)
- 13. Oktober: Heinrich August Theodor Ludolphi, deutscher Schriftsteller (* 1811)
- 14. Oktober: Jeremiah Mason, US-amerikanischer Politiker (* 1768)
- 20. Oktober: José Francisco Zelaya y Ayes, Präsident von Honduras (* 1798)
- 22. Oktober: Wilhelm Meyer, Schweizer Offizier und Bühnen- und Architekturmaler (* 1806)
- 27. Oktober: Alexander Warlamow, russischer Komponist (* 1801)
- 30. Oktober: Johann Georg Ferdinand Jacobi, Jurist und Bürgermeister von Dresden (* 1766)
- 31. Oktober: Stephen W. Kearny, US-amerikanischer Offizier (* 1794)

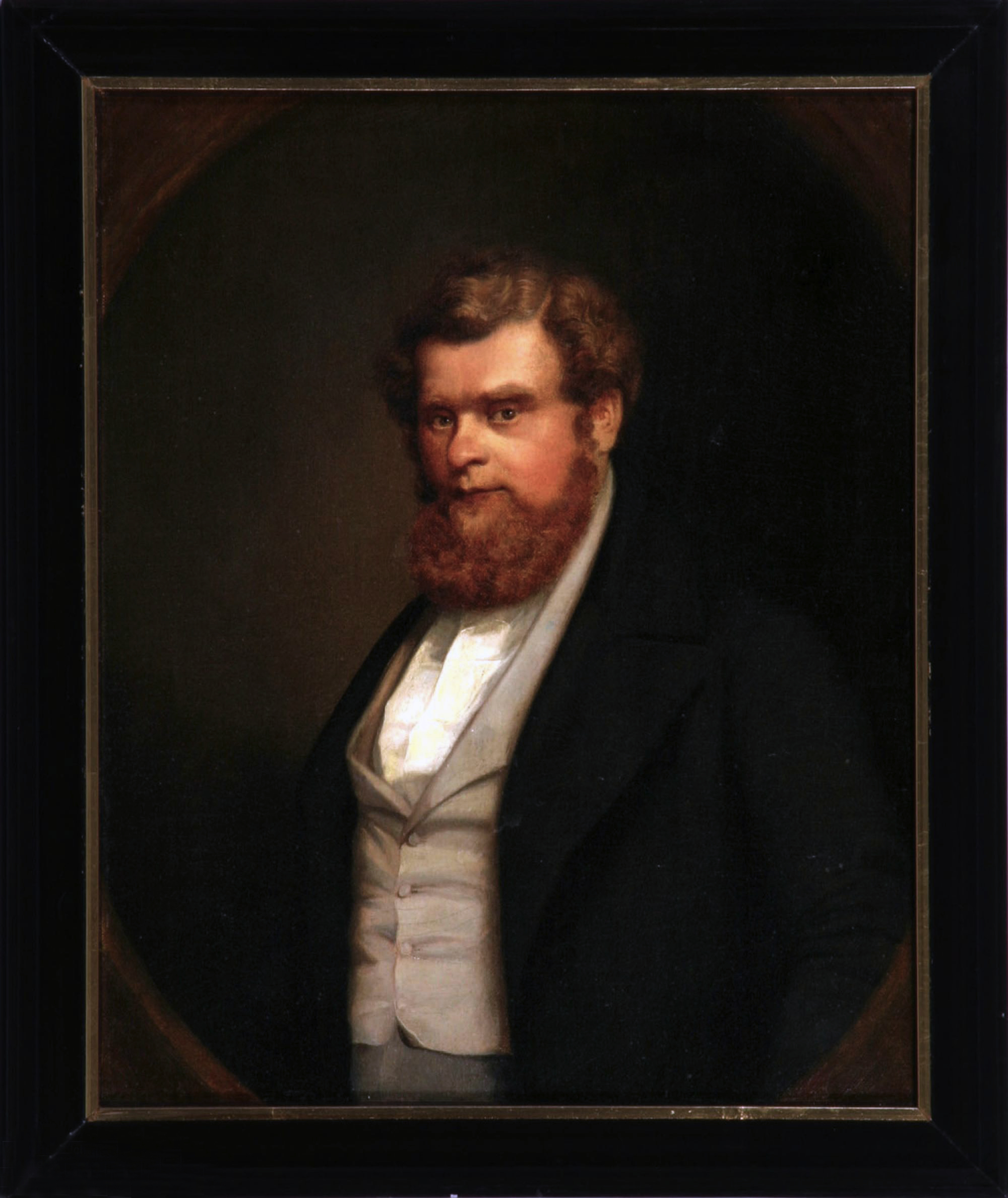
Robert Blum, Gemälde von August Hunger, zwischen 1845 und 1848

- 07. November: Josef Karl Amrhyn, Schweizer Schultheiss (* 1777)
- 08. November: Ludwig Heinrich Wilhelm von Arnim, deutscher Verwaltungsbeamter, Rittergutsbesitzer und Parlamentarier (* 1771)
- 08. November: Heinrich von der Tann, deutscher Offizier und Abgeordneter (* 1784)
- 09. November: Robert Blum, deutscher Politiker der Märzrevolution (* 1807)
- 10. November: Ibrahim Pascha, ägyptischer General und Gouverneur (* 1789)
- 10. November: Franz Bernhard Meyer von Schauensee, Schweizer Staatsmann (* 1763)
- 13. November: Robert Theodor Heyne, deutscher Appellationsrat (* 1815)
- 14. November: Ludwig Schwanthaler, deutscher Bildhauer (* 1802)
- 18. November: Karl Gottlob Prinz, deutscher Tiermediziner (* 1795)
- 24. November: William Lamb, 2. Viscount Melbourne, britischer Innenminister und Premierminister (* 1779)
- 24. November: Joseph Mendelssohn, deutscher Bankier (* 1770)
- 25. November: Johann Rudolph von Ahlefeldt, Gutsherr auf Ludwigsburg, Sehestedt und Saxtorff (* 1775)
- 28. November: Amalie Therese Luise Wilhelmine Philippine, Herzogin von Württemberg und Sachsen-Altenburg (* 1799)
- 01. Dezember: Kyokutei Bakin, japanischer Schriftsteller (* 1767)
- 01. Dezember: Kilian Joseph Fischer, deutscher römisch-katholischer Theologe (* 1782)
- 06. Dezember: Samuel Gottlieb Hünerwadel, evangelischer Geistlicher und Hochschullehrer in Bern (* 1771)
- 15. Dezember: Franz Sinesius Weissenbach, Schweizer Jurist und Politiker (* 1782)
- 16. Dezember: Bruno Erhard Abegg, preußischer Politiker (* 1803)
- 17. Dezember: Louis Michel Auguste Thévenet, französischer General (* 1764)
- 18. Dezember: Bernard Bolzano, Philosoph, Theologe und Mathematiker (* 1781)
- 19. Dezember: Emily Brontë, britische Schriftstellerin (* 1818)
- 23. Dezember: Gerhard Philipp von Closter, preußischer Offizier (* 1771)
- 26. Dezember: Johann Paul Pöhlmann, deutscher evangelischer Geistlicher und Pädagoge (* 1760)
- 30. Dezember: Peter Leopold Kaiser, Bischof von Mainz (* 1788)
- 30. Dezember: Johann Jakob Kirchhoff, Maler, Illustrator und Lithograf (* 1796)
- 31. Dezember: Ernst Anton Clarus, deutscher evangelischer Geistlicher und Politiker (* 1776)
- 31. Dezember: Gottfried Hermann, deutscher Altphilologe (* 1772)
- 31. Dezember: Ignaz Reinold, mährischer Orgelbauer (* 1777)
- 31. Dezember: Ambrose Hundley Sevier, US-amerikanischer Politiker (* 1801)

### Genaues Todesdatum unbekannt
- Chatschatur Abowjan, armenischer Schriftsteller (* 1809)
- Mastura Ardalan, kurdische Poetin und Schriftstellerin (* 1805)
- Francis Crozier, irischer Kapitän und Polarforscher (* 1796)
- Ludwig Leichhardt, deutscher Entdecker (* 1813)
- Ioannis Stratos, griechischer Freiheitskämpfer und Politiker (* 1793)